# Catedral de Palència
La Catedral de Palència o més formalment la Santa Església Catedral Basílica de San Antolín és un temple de culte catòlic a la ciutat de Palència, seu episcopal de la diòcesi de Palència. Està dedicada a sant Antolí màrtir, patró de Palència, part de les relíquies de la qual conserva. La catedral és anomenada popularment La bella Desconocida. Va ser el primer monument del municipi de Palència a ser declarat com a Monument Nacional, distinció que va obtenir el 3 de novembre del 1929.
És una construcció de grans proporcions: 130 metres de longitud, amb una amplària de 50 metres al creuer, més d'altres del claustre i sala capitular; l'absis frega els 43 metres d'altura. Es tracta d'un edifici d'estil predominantment gòtic, encara que conserva elements anteriors, d'època visigoda i romànica, i elements decoratius renaixentistes, barrocs i neoclàssics. La construcció va començar al segle xiv, sent l'única gran catedral castellana iniciada en aquesta centúria.
L'exterior manca d'una façana principal pròpiament dita i es presenta auster i massís, situació que no reflecteix la grandesa del seu interior, on hi ha més de vint capelles de gran interès artístic i històric i multitud d'obres d'art de tots els estils.
Encara que la construcció de la catedral gòtica va durar des del segle xiv fins al XVI, en realitat el que avui dia s'observa ha trigat gairebé catorze segles a ser aixecat, doncs la part més antiga de la Cripta de San Antolín data del segle vii i va haver-hi importants obres i reformes al segle xx.
L'element més recognoscible a l'exterior és la torre, elevada i sòbria, una mica tosca tenint en compte la seva pertinença a l'estil gòtic. Estudis recents i excavacions demostren que va ser torre de caràcter militar en el passat i després de complir aquesta funció se li van afegir pinacles i espadanya com a única decoració. La planta de la catedral és de creu llatina i té la peculiaritat de comptar amb un creuer doble, per la qual cosa també disposa de cinc portes, formant així una planta en forma de creu patriarcal; això és a causa que a meitat de la construcció es va decidir substituir el primitiu creuer per un segon, més monumental. Tots dos creuers només es marquen en alçat i no sobresurten en planta.

## Orígens de l'edifici

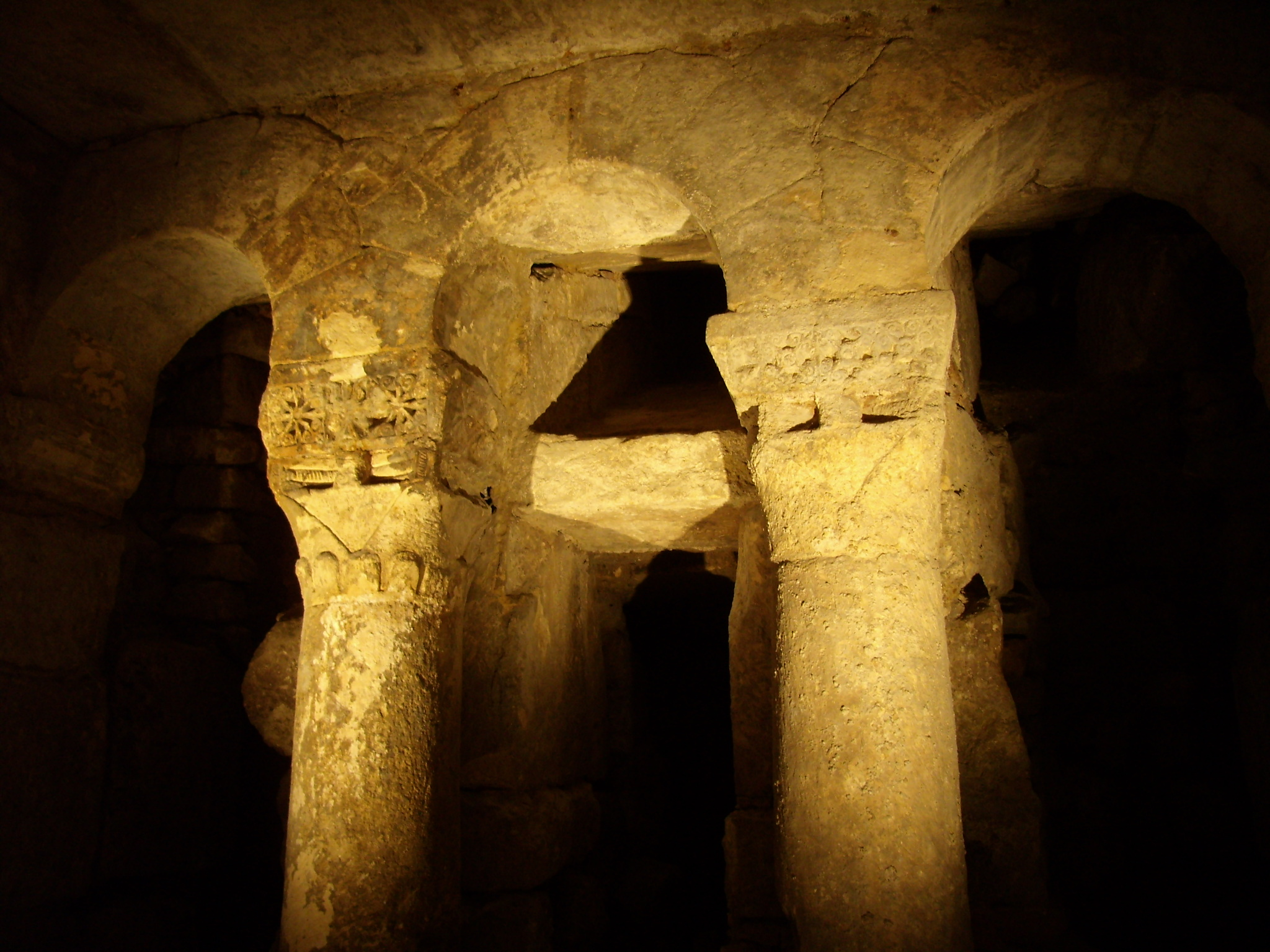
Restes visigodes de la Cripta

El vestigi més antic és el fons de la Cripta de San Antolín, que és la resta d'un edifici visigot de mitjan segle vii, construït amb i sobre restes romanes. La catedral romànica va tenir un segle d'existència. Al cap d'aquests cent anys el bisbe Don Gómez, d'acord amb el capítol, va proposar aixecar en el mateix lloc un nou edifici, a l'estil del moment, el gòtic. Se suposa que es va prendre aquesta decisió pel mal estat de l'edifici romànic i per la necessitat que Palència tingués una seu digna del prestigi que havia pres la diòcesi.

## La catedral gòtica (1321-1516)

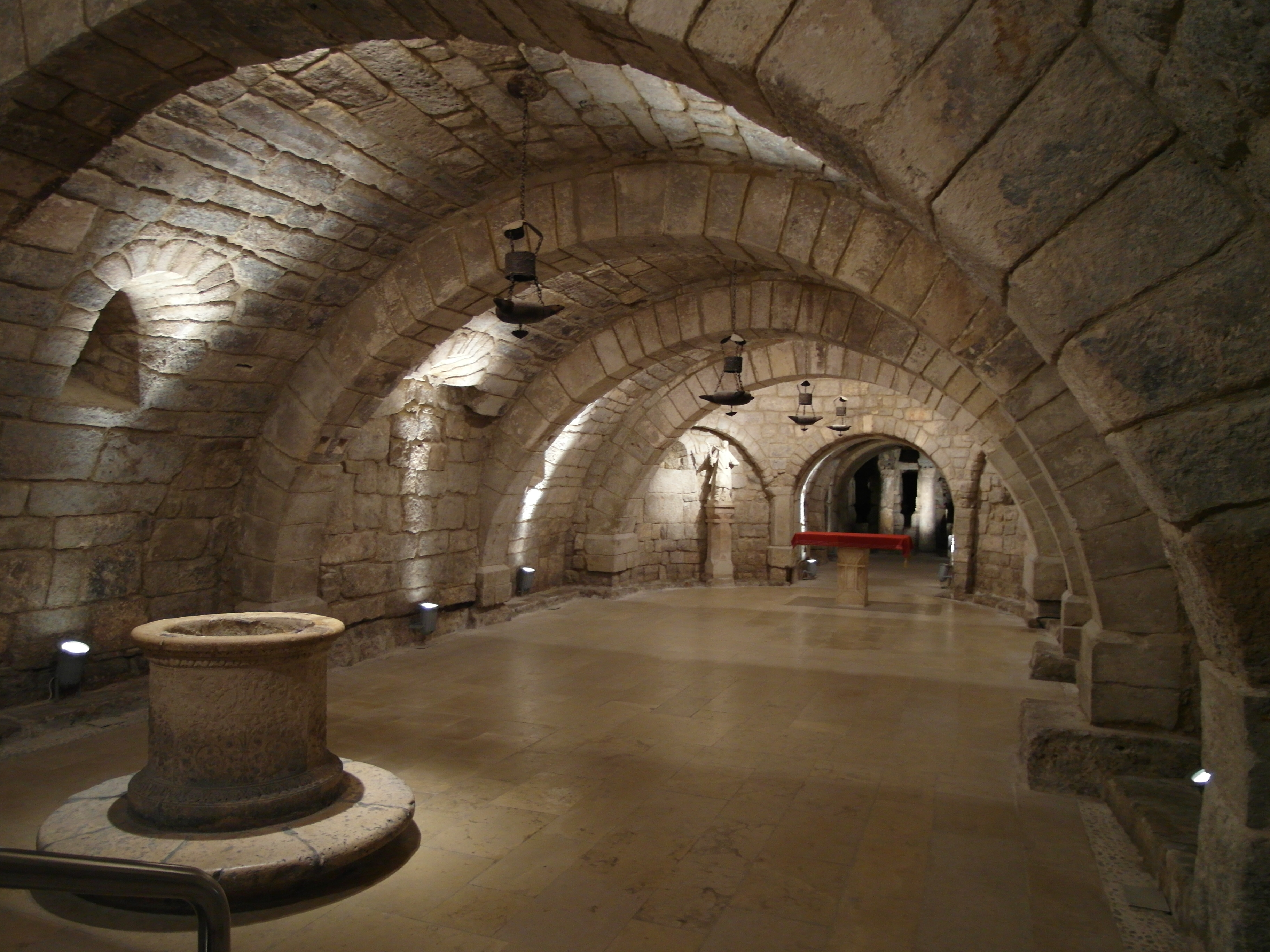
Secció romànica de la Cripta de San Antolín

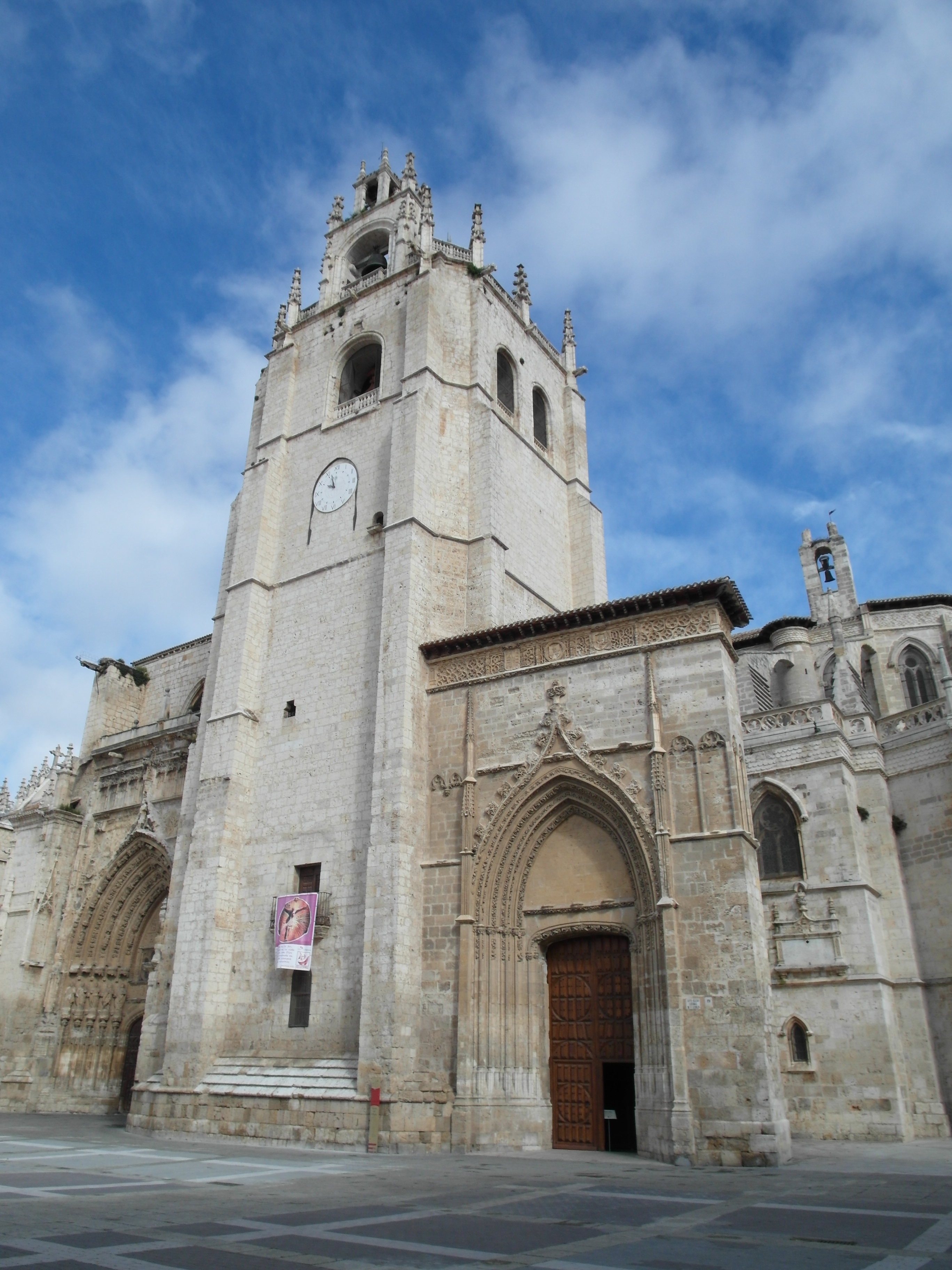
Torre catedralícia, a la seva esquerra l'anomenada Porta de los Novios, i a la seva dreta la Porta del Bisbe

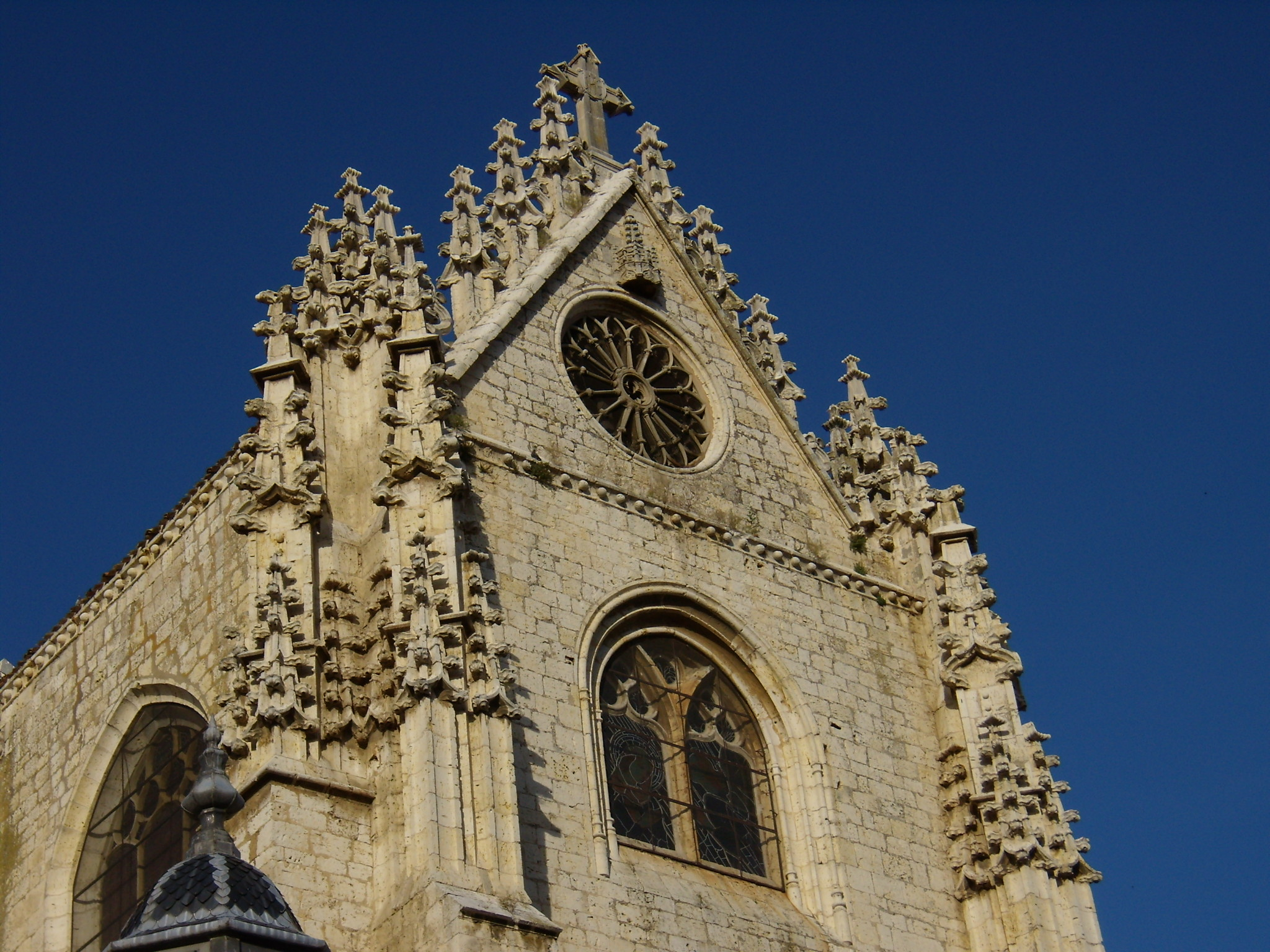
Remat de la façana oest

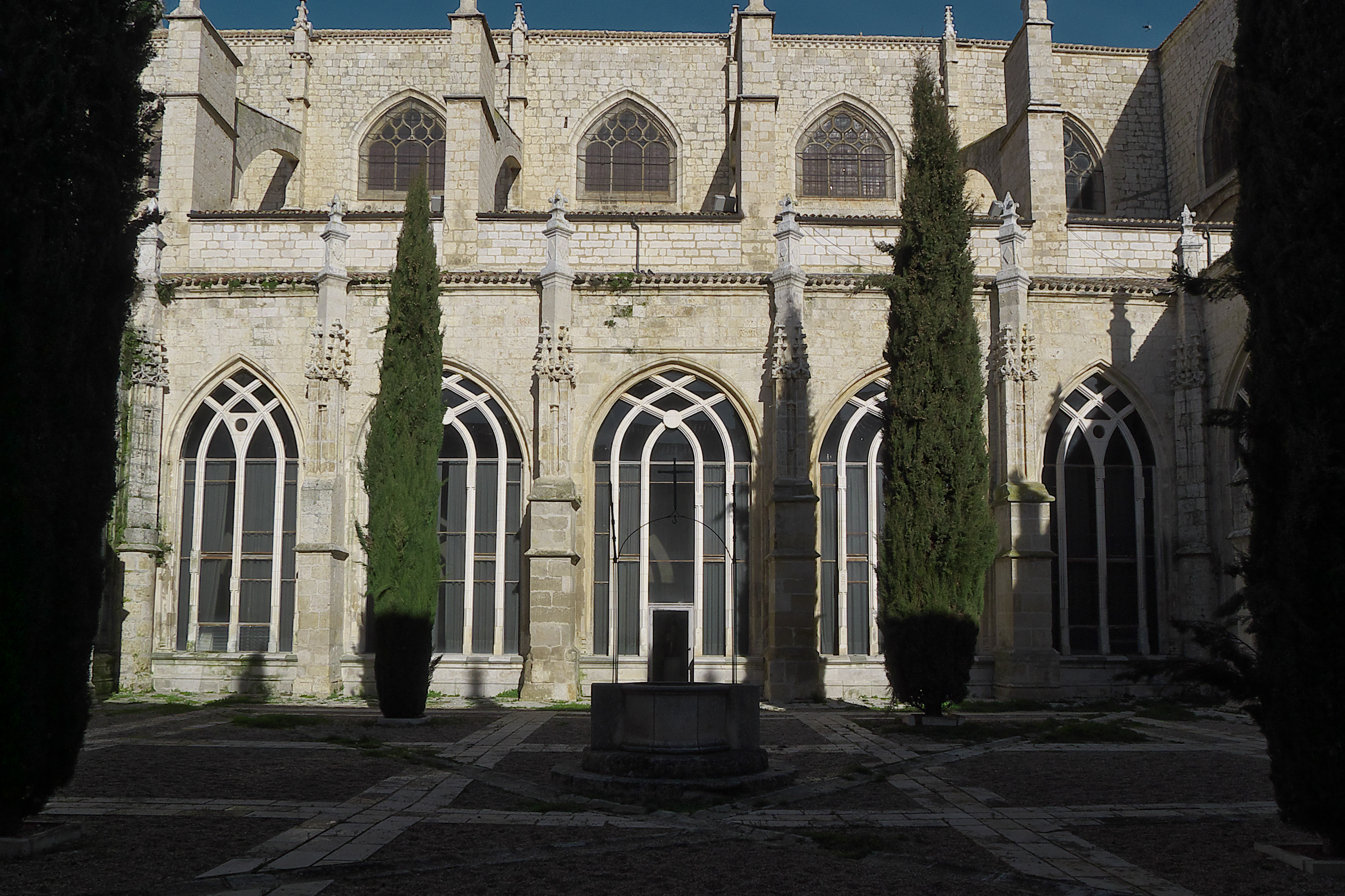
Claustre

Entre 1397 i 1415 les obres de la catedral van rebre un gran impuls sota l'episcopat de Sancho de Rojas. És quan s'acaba la capella major tancant les seves voltes i es procedeix a la seva decoració, sufragada per aquest bisbe. A aquest el succeí a l'episcopat Gutierre Álvarez de Toledo, des de 1426 a 1439 i Pedro de Castilla Eril des de 1440 a 1461. Durant el mandat d'aquests dos bisbes té lloc la segona etapa de construcció que s'ha tractat en la secció anterior.
Amb Gutierre Álvarez, dirigeix les obres com a mestre major Isambart (dit també Ysambert o Isabrante). Aquest bisbe es va ocupar que les obres no decaiguessin i a aquest efecte va aprovar la creació de la Confraria de sant Antolín en 1432, de la qual es rebrien donacions importants.
El seu successor, Pedro de Castella, va aconseguir que s'accelerés el ritme de les obres. Sota la direcció del mestre major Gómez Díaz es va construir la part que comprenia des de la capella major ja acabada fins al creuer. Amb aquesta ampliació es va fer realitat el projecte d'engrandir l'espai, les proporcions del qual anaven a ser menors al principi. D'aquesta manera va quedar la catedral dissenyada amb dos creuers, l'autèntic i més ample que se situa entre l'actual capella major i el cor, i el fals creuer, més estret, que s'estén a continuació del que va ser capella major (avui capella del Sagrario).
Entre 1461 i 1469 té lloc el bisbat de Gutierre de la Cueva. El mestre d'obres segueix sent Gómez Díaz que torna a edificar i acaba la torre. A la seva mort és contractat Bartolomé Solórzano, que serà mestre major fins al 1504 fent els plànols i dirigint nombroses obres d'ampliació durant els bisbats de Diego Hurtado de Mendoza (1473-1485), fra Alonso de Burgos (1486-1499) i fra Diego de Deza Tavera (1500-1505). Aquests dos últims bisbes dominics van ser grans impulsors i entusiastes i van aconseguir un gran avanç en l'edificació de la catedral.
Amb fra Alonso de Burgos comença la tercera i última etapa del gòtic. Era un home inquiet, amb grans recursos per aportar solucions i buscar mitjans per aconseguir la culminació de les obres. La seva millor gestió va ser aconseguir del Papa el permís perquè el capítol de la catedral de Palència pogués destinar durant 35 anys unes determinades rendes amb destinació a les obres de la fàbrica. A més va llegar milions de maravedíes per a la catedral en general i per al començament de la construcció del claustre. Sota el seu mandat es va acabar el creuer (1497) i es va donar un gran avanç al següent tram, avanç que va arribar gairebé fins als peus del temple.
L'altre gran bisbe dominic, Diego de Deza, va contractar al mestre Martín Ruiz de Solórzano per a la culminació de l'edifici; però en 1505 el bisbe és traslladat a Sevilla i el mestre Martín mor.

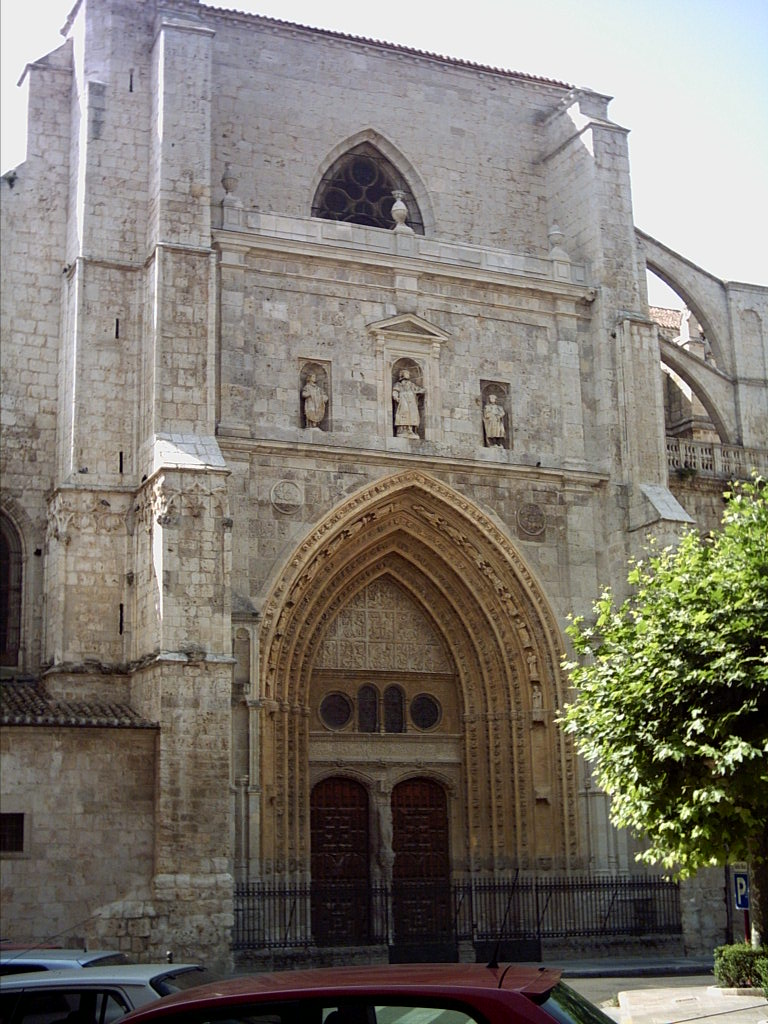
Façana de sant Juan i Portada dels Reis

Un altre gran avançament va tenir lloc gràcies a Inés de Osorio, noble dama de Palència que va morir vídua i sense descendència i va deixar en el seu testament una important summa amb la qual es va poder finalitzar les voltes del creuer i avançar en altres espais. Aquesta senyora està enterrada en el lateral de l'actual capella del Sagrario, en un notable sepulcre, obra d'Alonso de Portillo.
El següent bisbe va ser Juan Rodríguez de Fonseca, el mandat del qual va durar gairebé 10 anys, de 1505 a 1514. Va ser un gran mecenes. Va contractar al mestre constructor Juan de Ruesga, que es va ocupar de les obres pendents, i al mestre Juan Gil de Hontañón per a la culminació del claustre. Abans que els treballs s'acabessin, el Bisbe va ser traslladat a Burgos, així que el final d'aquests treballs va tenir lloc sota l'episcopat de Juan Fernández de Velasco, des de 1514 a 1520, amb el tancament de les voltes del claustre, sala capitular i unes altres del temple que encara quedaven, l'última pedra del qual va ser col·locada el 1516 pel mestre Juan de Jaén. Amb això es dona per acabada la catedral gòtica. Fonseca va sufragar, a més, el rerecor, la remodelació de l'escala d'accés a la cripta, i va regalar una rica sèrie de tapissos.

### Obres i reformes

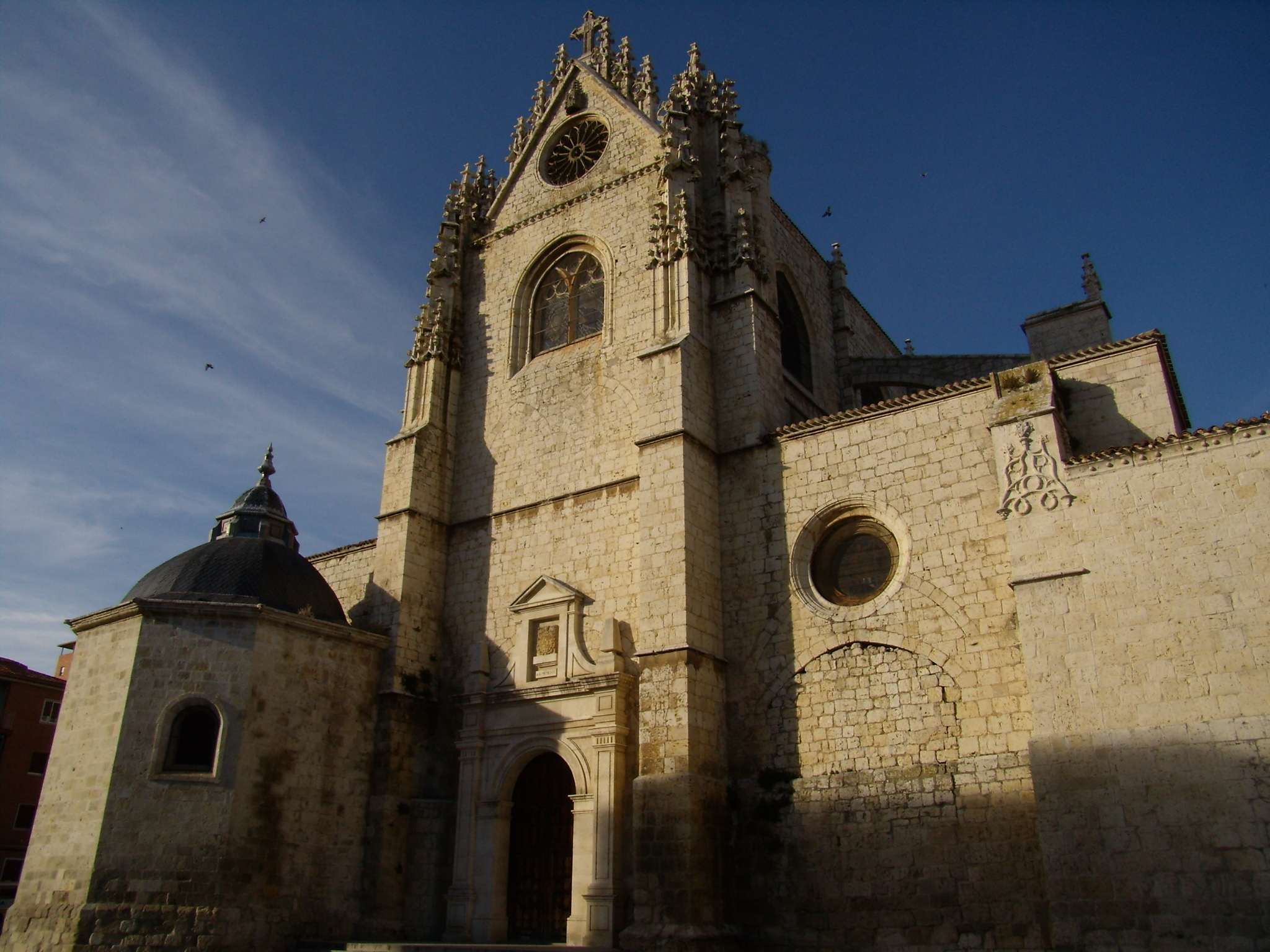
Façana de San Antolín

Durant els segles següents van tenir lloc una sèrie d'obres destinades fonamentalment a moblar i embellir el temple. Durant el Renaixement, els germans Corral de Villalpando decoren algunes capelles i voltes, destacant les filigranes que embelleixen les claus de les voltes de la capella major. Durant els següents segles, es decoren i abillen les capelles i diversos espais del temple. El claustre baix es va reformar al segle xix sota el mandat del bisbe Mollinedo i de 1884 a 1901 es produeixen restauracions de diverses capelles. Els arquitectes Ángel Cadano, M. González Rojas i Juan Agapito y Revilla restauren els boterells de la capçalera.
Al segle xx van tenir lloc obres en les cobertes i cresteria, sent el seu arquitecte Jerónimo Arroyo. Fernando Chueca Goitia va dissenyar la portada de la façana oest, i a partir de 1998, es van netejar i van restaurar la torre, l'absis i les portades, i es van condicionar les cobertes, amb vista a albergar la setena exposició de les Edats de l'Home que, amb el títol de Memorias y Esplendores, ocorregudes el 1999, amb gran afluència de públic.
Durant els primers anys del segle XXI les labors fonamentals s'han centrat en la restauració, neteja i conservació de diversos espais de la catedral. Entre els treballs més destacats, hi ha :
- La restauració de la façana septentrional i girola.
- La restauració de la capella dels Reis.
- La restauració de la meitat oriental de la façana meridional (fins a la Porta dels Reis). Anys després es restauraria la resta de la façana.
- La restauració de l'antiga capella del Monument.
- Nova il·luminació.
- Reposició de la vidriera central de la façana oest.
- La més important de les obres del segle XXI ha estat, probablement, la restauració del claustre. Es van obrir de nou els arcs (que havien estat encegats al segle xviii), millorant amb això les traces del seu estil gòtic, es restauren les voltes, parets i paviments i es van obrir al públic espais abans clausurats.

Al febrer de 2014 es va ultimar la instal·lació d'un complex equip de sensors que controlen diversos paràmetres, com la humitat, temperatura, presència d'insectes, etc., de gran utilitat de cara a la millor conservació de la seu palentina. Aquests treballs van ser realitzats en col·laboració amb la Fundació Santa María la Real d'Aguilar de Campoo.

## Exterior

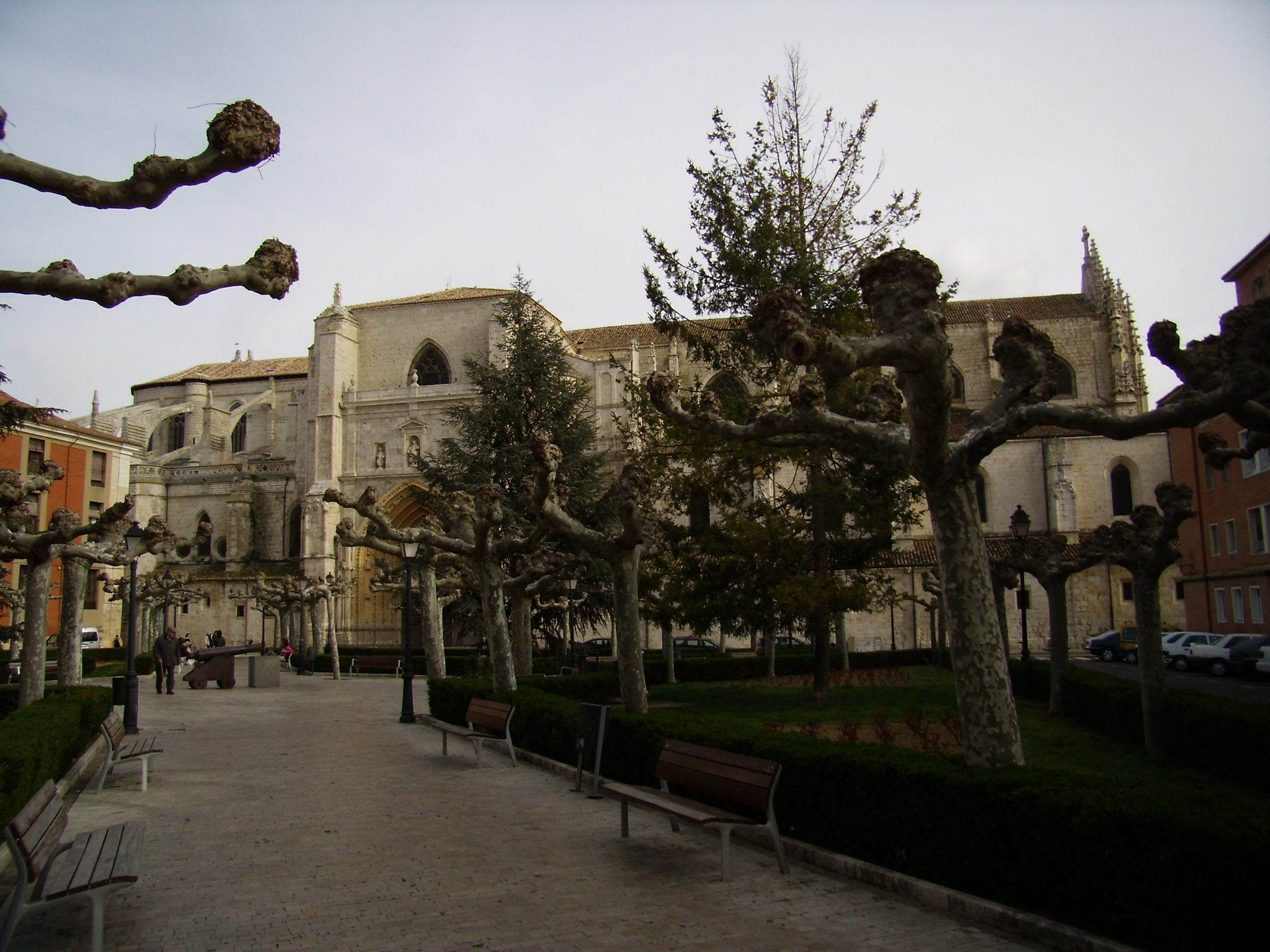
Façana septentrional vista des de la plaça de Cervantes

Detall del timpà i les arquivoltes de la porta del Bisbe

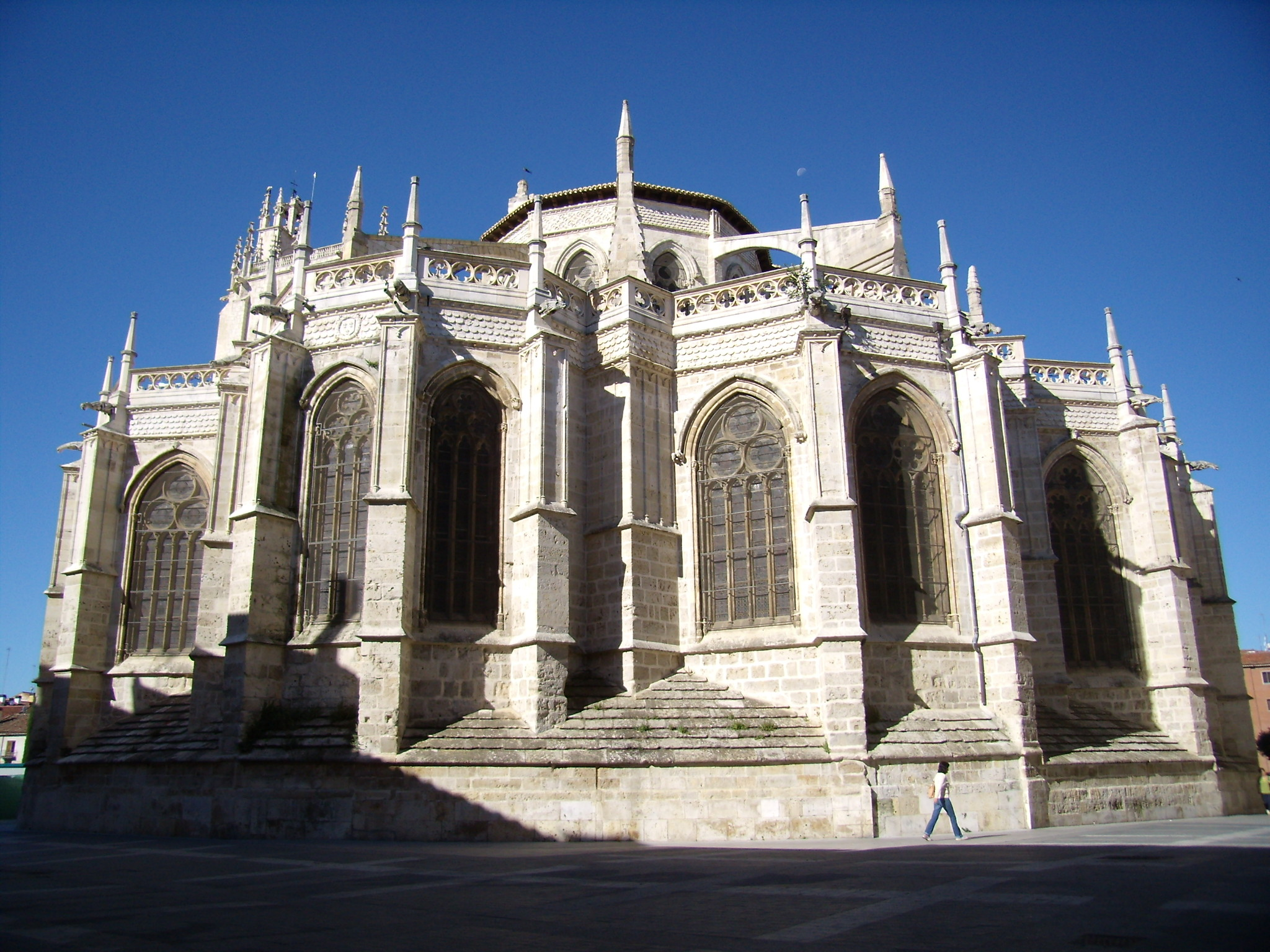
Capçalera de la catedral

L'exterior de la catedral es caracteritza per la seva sobrietat i nuesa, només trencada per la riquesa d'algunes de les portades i el dinàmic joc volumètric de l'absis. Les cinc portes es distribueixen en les tres façanes, i en el costat sud s'alça la torre, d'aspecte militar, entre dos d'aquestes portes. Des de l'ingrés del creuer fins als peus de l'edifici, la presència del claustre ofereix a l'exterior una alta paret llisa amb una sola obertura com a decoració externa.

### Façana occidental
.

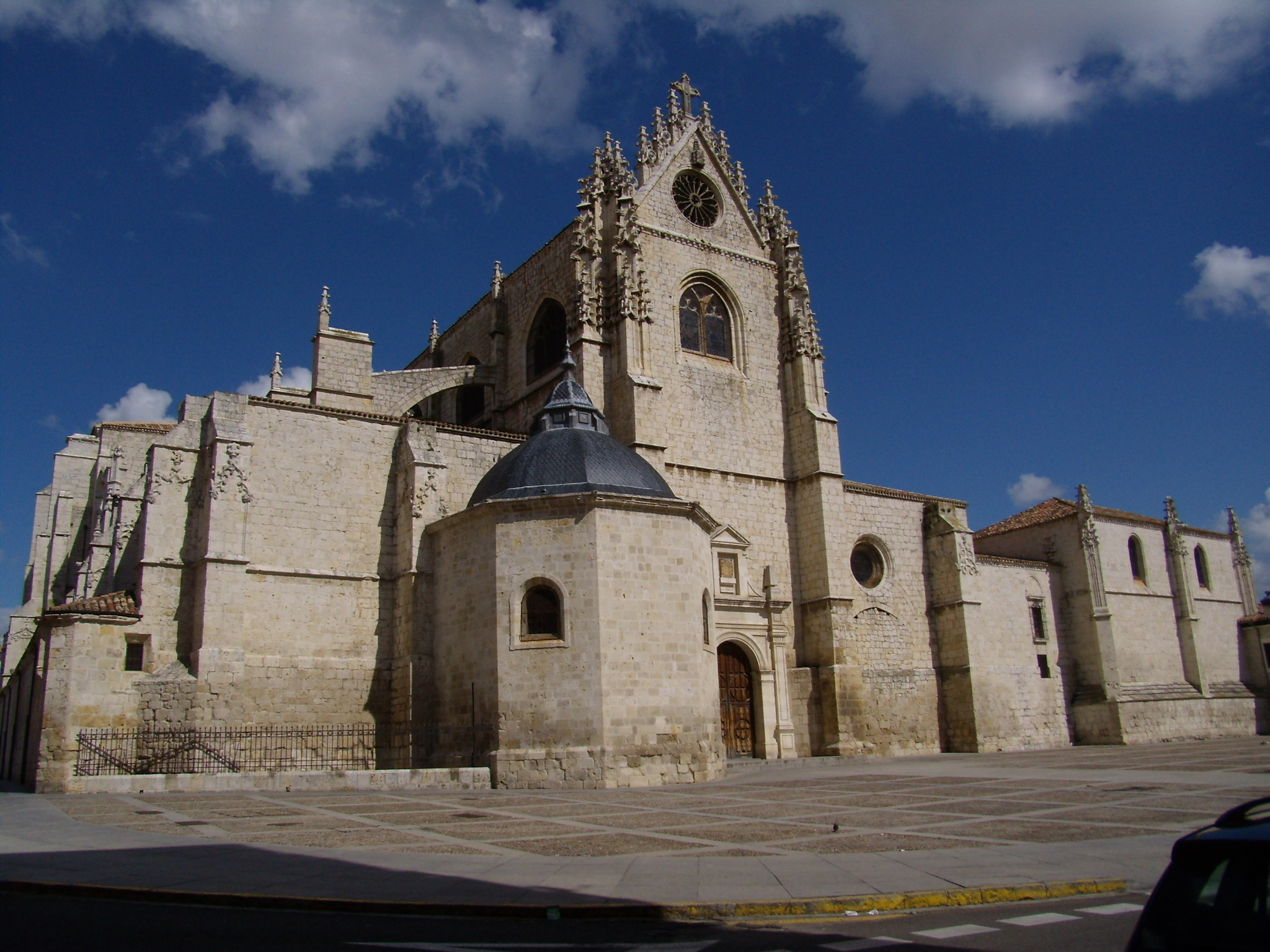
Vista des de plaça de San Antolín

Orientada cap a la riba del riu Carrión, a la Plaça de San Antolín, té annexa la Capella del monument (segle xviii) que sobresurt notablement de la façana. Presenta planta octagonal amb obertures de mig punt i coberta de chapitel en forma de cúpula.
La part alta de la façana occidental es tanca amb un frontó al centre del qual s'obre una clàssica rosassa gòtica. Aquest frontó equilàter està decorat amb pinacles i cresteria i remata el seu vèrtex una creu amb l'anagrama JHS. Dos gruixuts contraforts recorren els laterals de la paret; entre ells s'obre una vidriera de colors blavosos que representa l' Anunciació. Malgrat la seva modernitat (data de l'any 2005) no trenca l'estil gòtic de la catedral; aquest finestral va ser col·locat per substituir una vella vidriera en mal estat.
L'accés és una porta senzilla, en forma d'edicle d'estil classicista, obra moderna de Fernando Chueca Goitia; rep el nom de porta de San Antolín o dels Descalços. Annexes a un costat de la façana hi ha l'avantsala i la sala capitular (que guarden el tresor del Museu Catedralici); els seus murs exteriors estan solcats de finestrals i contraforts que acaben en pinacles. Un altre espai confrontant alberga la biblioteca de la catedral.

## Interior de la catedral

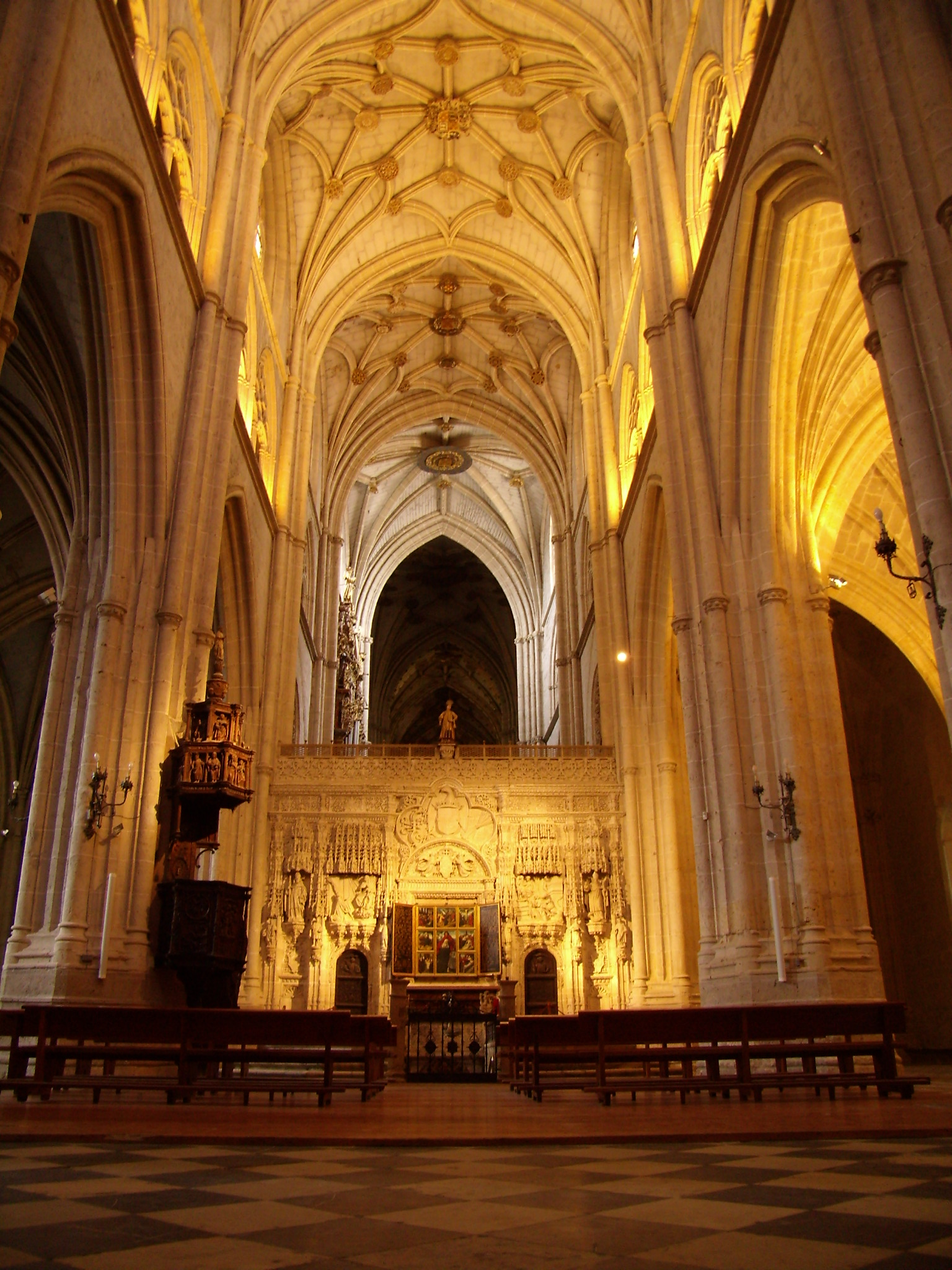
Interior de la catedral

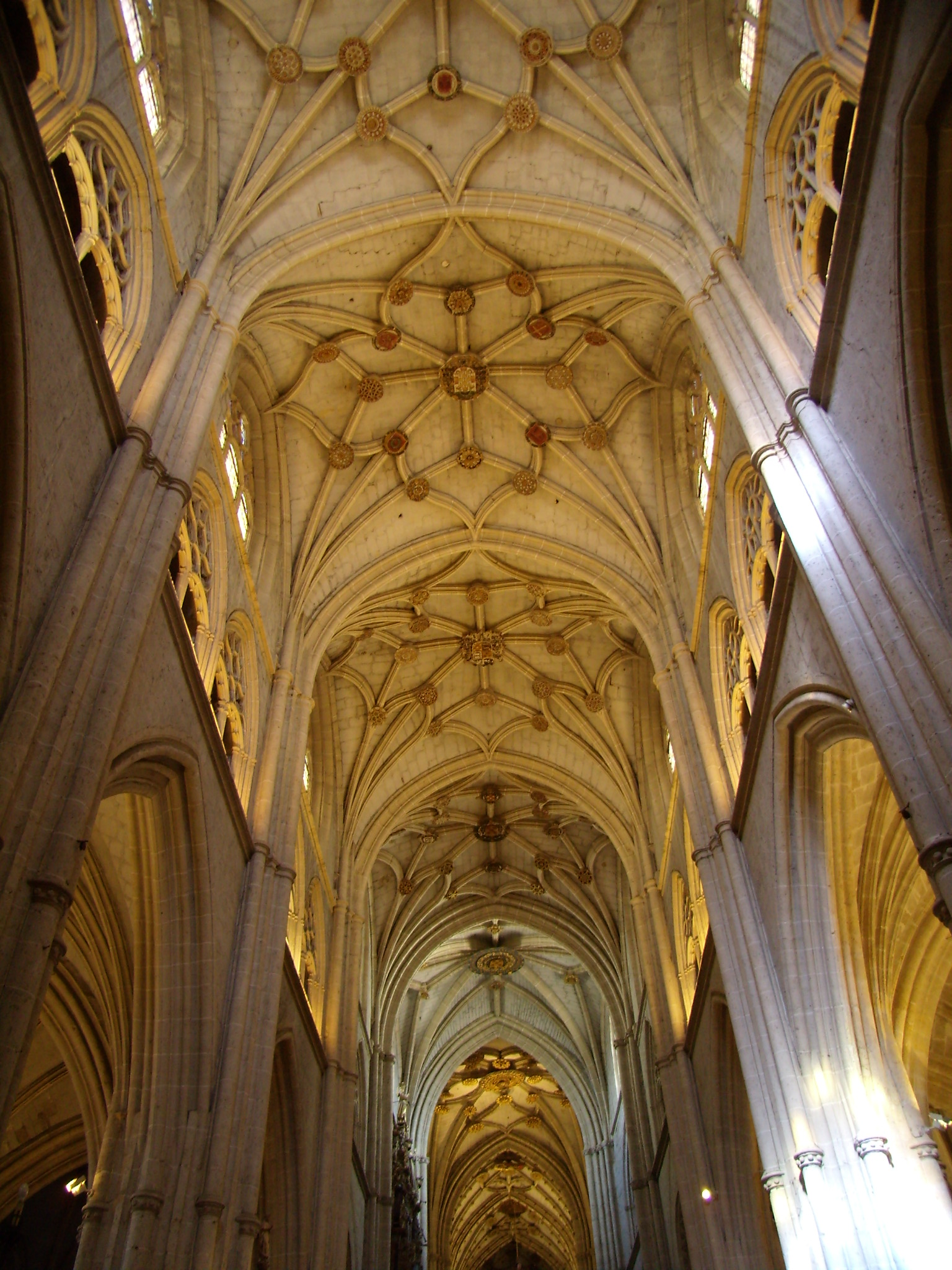
Voltes de la nau central

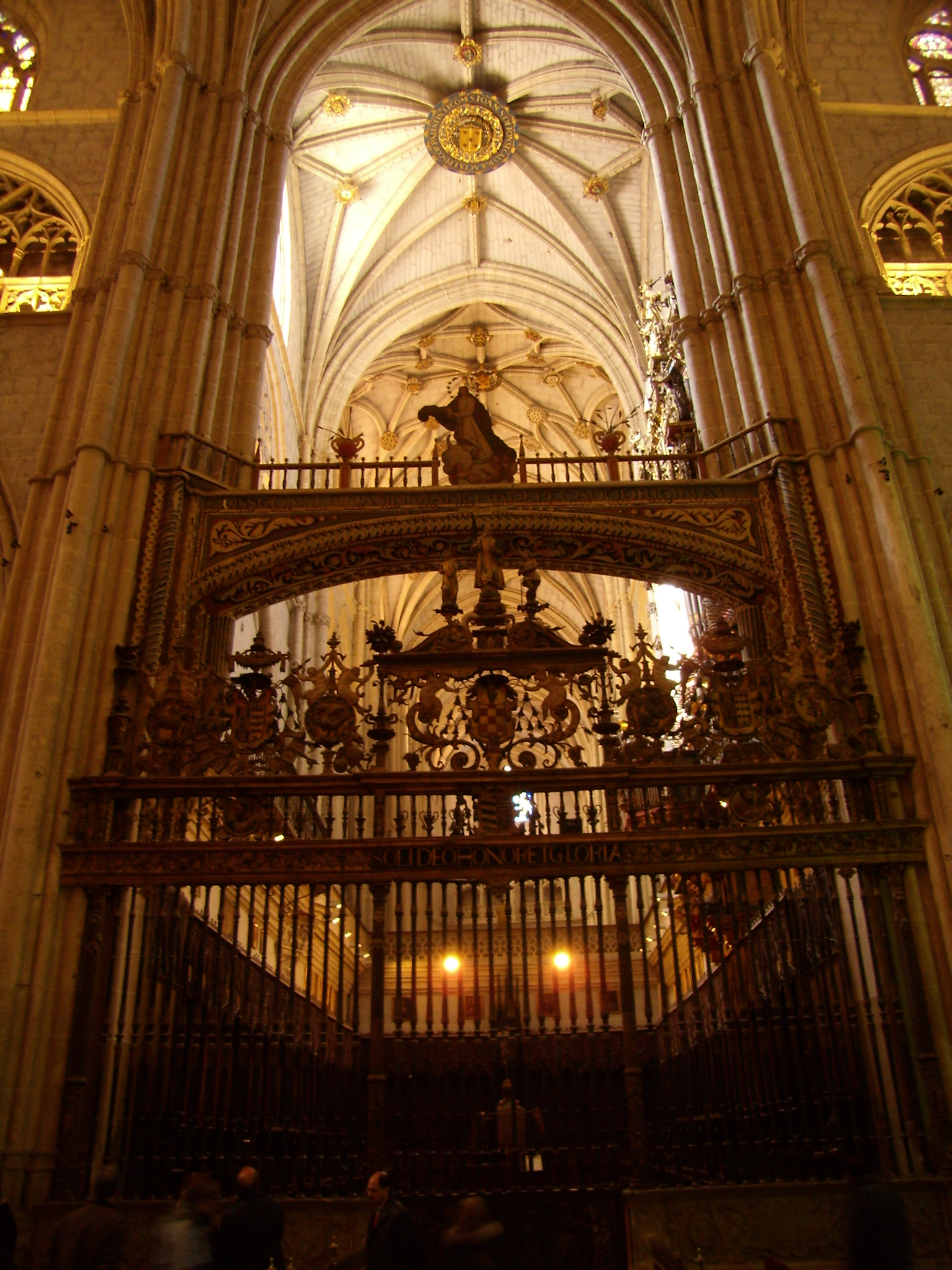
Reixa del cor

Si l'exterior de la catedral es caracteritza per la sobrietat de les seves formes, l'interior desprèn la imatge contrària. L'estil Gòtic florit es repeteix en tot el temple amb variants flamígeres, així com decoracions renaixentistes, plateresques i barroques, aquestes últimes patents en la gran quantitat de retaules, quadres i talles que tanquen els murs de la seu.
La planta està dividida en tres naus de nou trams, sense explicar el que correspon al fals creuer, que és més estret i uneix la resta dels trams amb la girola. Les naus estan separades per pilars fasciculats sobre els quals descansen els arcs apuntats i les voltes de creueria, característiques del Gòtic. L'estructura d'aquestes voltes es va complicant des de la capçalera cap als peus, testimoniatge de com anava avançant les obres de construcció; així, els senzills dissenys de les voltes de les absidioles i zones adjacents, que va ser el primer a ser construït, es van convertint en voltes de creueria sextapartita i blegades a partir del creuer. El creuer major està situat en el sisè tram, entre el cor i la capella major, que es troba en la nau central ocupant els següents dos trams. La catedral disposa d'un autèntic trifori practicable, encara que cec a l'exterior. Recorre la nau central, el creuer i la capçalera, i es tanca amb magnífiques traceries calades.
La Cripta de San Antolín és un espai molt important dins de l'edifici, tant pel valor històric com per la seva arquitectura que representa l'època visigoda i proto-románica. Es troba en un nivell inferior en la nau central i s'accedeix a ell per una escalinata situada als peus de les graderies del rerecor.
De les vidrieres gòtiques i renaixentistes que tancaven els finestrals són poques les que han arribat als nostres dies. La majoria de les existents són dels segles XIX i XX, com les que decoren les capelles de l'absis, degudes a la Casa Rigalt i Cia., d'estil neogòtic. No obstant això, se sap que van treballar en la catedral de Palència els millors mestres vidriers del moment de construcció del temple, com Arnao de Flandes o Juan de Valdivieso, els quals s'havien compromès l'any 1503 a confeccionar les vidrieres del creuer. Aquestes obres es creien del tot perdudes, fins que l'any 1997 es va descobrir, sota les obertures encegades amb guix d'un finestral de la nau, una vidriera completa original, en relatiu bon estat. Una vegada restaurada, es va atribuir la seva autoria a Arnao de Flandes, en estil renaixentista amb alguns records goticitzants. La vidriera completa mostra a diversos apòstols i patriarques bíblics com a prefiguració de Crist, que apareix en l'alvèol superior en una bellíssima imatge. Aquest vitrall es conserva i exhibeix ara, fragmentat, al claustre.

### Nau de l'evangeli

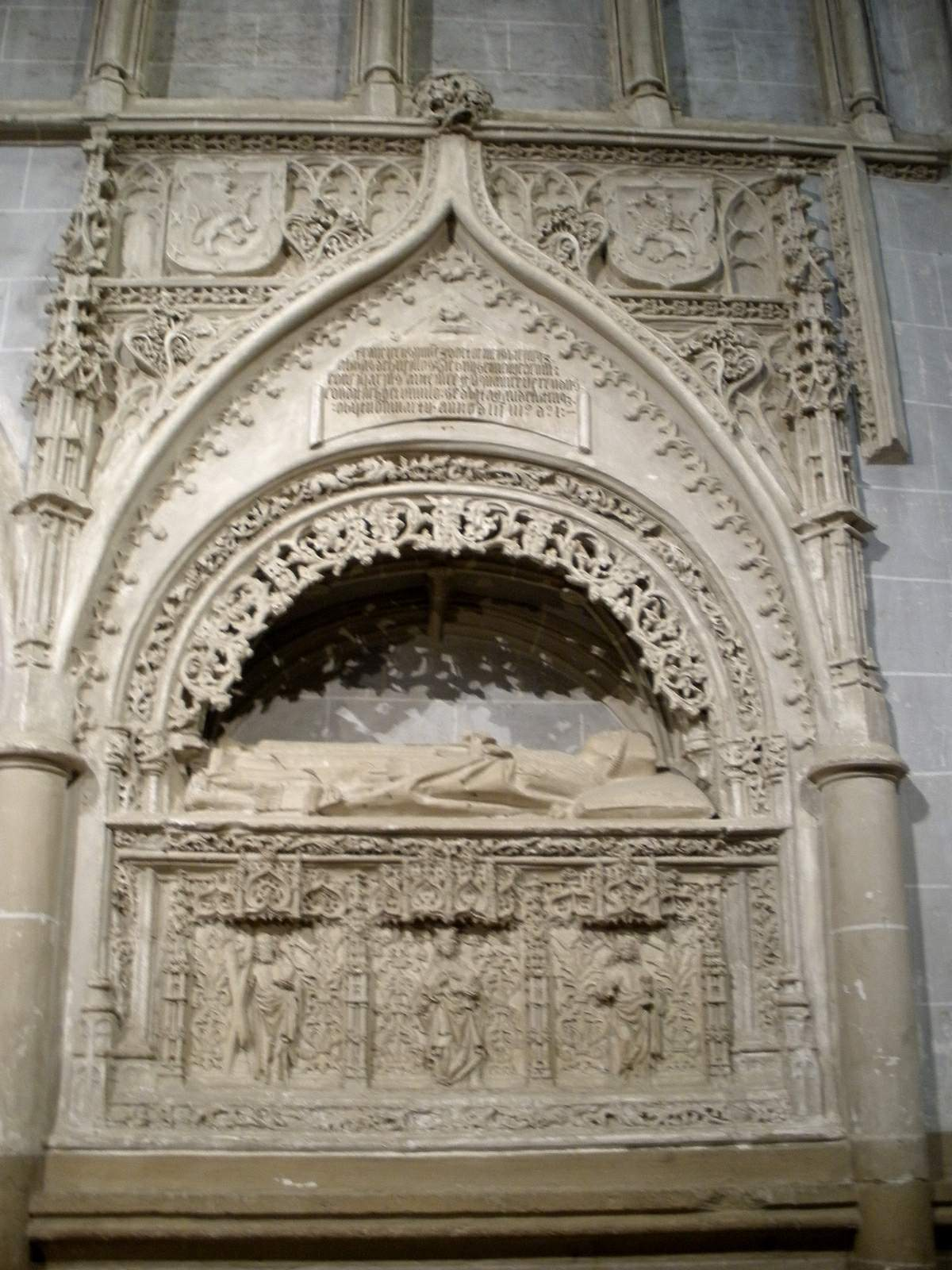
Sepulcre de Francisco Núñez, Abat d'Husillos

Al primer tram del mur exterior del costat de l'Evangeli de la capella major de la catedral es troba el sepulcre del degà Rodrigo Enríquez, que va morir el 1465 i era fill de l'almirall de Castella Alfonso Enríquez i besnet del rei Alfons XI de Castella.I l'altre arc acull un petit retaule daurat i policromat, amb figures en grisalla sobre or, emmarcant una pintura sobre taula representant L'Aparició de Jesús Ressuscitat a la seva Mare, atribuïda per uns a Alonso Berruguete i per uns altres a Juan de Villoldo. Al seu costat, una escultura en pedra policromada del segle xvi representa a sant Joan Evangelista.
En el segon drap destaca el Husillos Francisco Núñez, obra de l'escultor Alejo de Vahía i realitzat el 1501.
L'arc contigu emmarca el retaule de Santa Apol·lònia, obra de Manuel Álvarez, de 1556. L'escultura de la santa titular és una talla de pedra policromada del segle xv, atribuïda a l'escultor Alonso de Portillo. Al seu costat hi ha una escultura de sant Joan Baptista, en pedra policromada del segle xvi.

### Nau de l'epístola

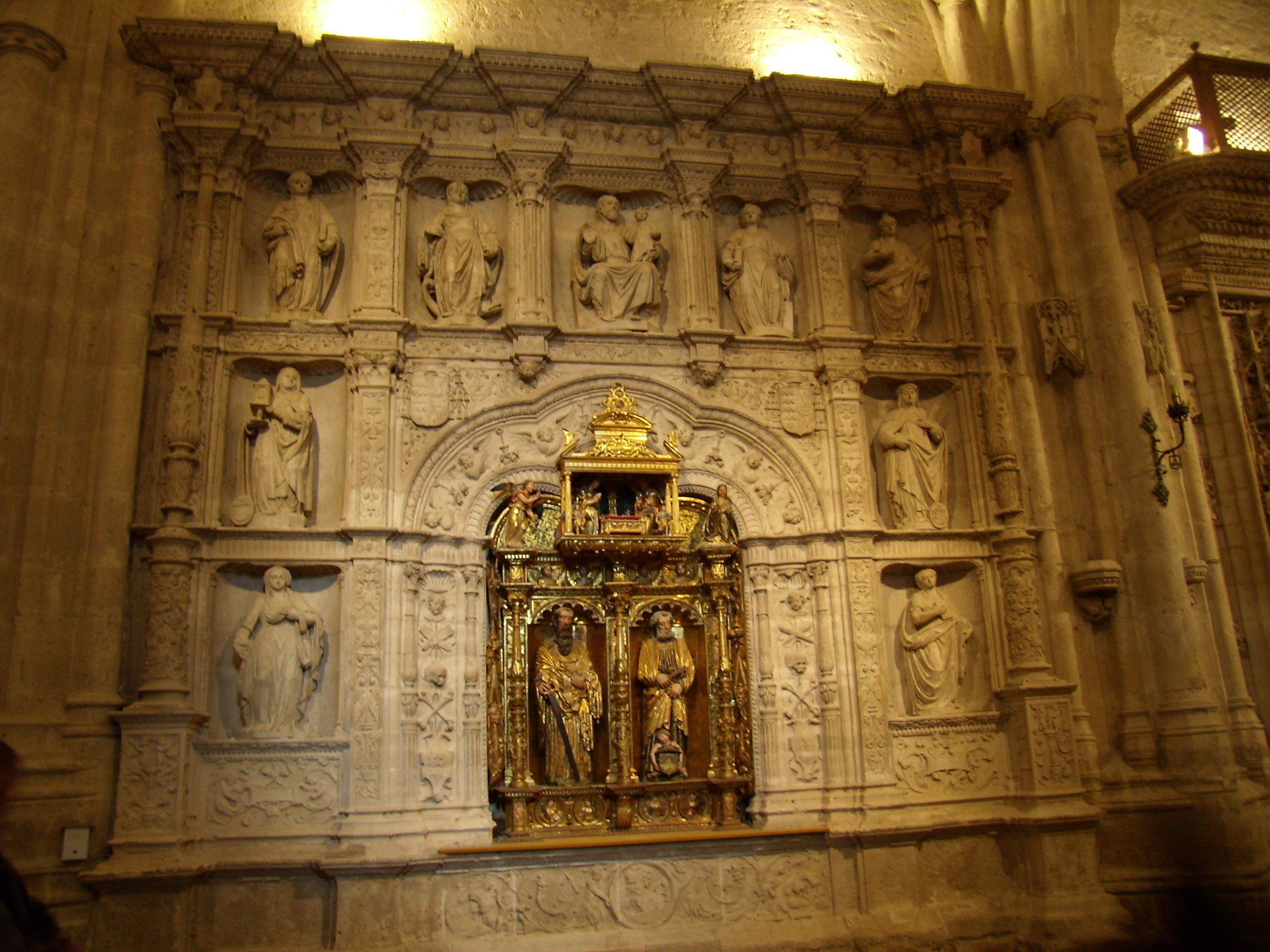
Retaule pétri d'estil plateresc, atribuït a Diego de Siloé, a la nau de l'epístola

Enfront de la sagristia, a la paret de la capella major, hi ha el sepulcre de Diego de Guevara, ardiaca de Campos, realitzat el 1509 per Alejo de Vahía.
L'espai contigu al rerecor està format per un gran altar plateresc datat en 1534, amb traces atribuïdes a Diego de Siloé i nou imatges de pedra realitzades per Juan de Ruesga. Llueix columnes altes, amb pilastres i impostes que delimiten les divisions, i al centre un arc rebaixat i trilobulat. Presideix la part superior la imatge de San José sedente amb el Nen, estant ocupades la resta de les fornícules per imatges de diverses santes. La part baixa es troba ocupada per un petit retaule en fusta daurada i policromada, portant al seu centre les escultures, en pedra policromada, de Sant Pere i San Pablo, de regustos goticitzants. Al remat del mateix hi ha dos grups escultòrics de petita grandària, la Anunciación i el Naixement, obra rococó de Juan Manuel Becerril, datada el 1769.
L'espai contigu al creuer està format per un arc gòtic, anàleg al que hi ha la nau de l'Evangeli, amb els escuts de Fonseca i decorat amb doseletes, cresteries i pintures murals. Dins de l'arc, al centre, se situa l'Altar de la Visitació, retaule de finals del segle xv, amb taules pintades a l'oli, donat pel prior Juan Ayllón. És una de les millors peces pictòriques de la catedral, destacant l'excel·lent estudi de la perspectiva, i el realisme d'arrelament hispano-flamenca de les figures. És obra d'un autor anònim, conegut pel nom de "Maestro de la Visitación de Palencia".

## Capelles
Les capelles de la catedral estan a la girola i a la nau nord. La nau sud no en té perquè dona recer a l'espai del claustre, al que s'accedeix per dues portes. Al centre i frontera al cor està la capella major. La majoria de les capelles guarden al seu interior obres d'art de gran importància i algunes estan tancades per reixes de gran qualitat artística. L'arquitectura de totes elles és gòtica, amb voltes molt belles.
Una vegada acabades les grans i necessàries obres, el capítol va idear un pla de manteniment que va resultar bastant profitós. A cada capella va fundar un patronat els membres del qual estaven obligats a uns certs i variats compliments a canvi de determinats drets.
Les capelles van tenir molts capellans al seu servei. Algunes eren privilegiades en ser propietàries de finques rústiques i urbanes que els permetien mantenir-se enriquides i luxoses. Es conserva documentació de molts d'aquests espais però no hi ha constància de la majoria dels artistes que van treballar en la seva ornamentació perquè l'elecció dels mateixos estava a càrrec dels patrons o mecenes i el capítol només apuntava als seus lligalls el concernent a la part econòmica i a les obres a realitzar.
Les capelles en general disposen de voltes de gran altura; en construir la catedral es va seguir un patró que sacrificava metres de claristori (és per això que les vidrieres de la seu no són molt grans) però que permetien elevar les naus secundàries per donar lloc a capelles i galeries laterals molt més àmplies que les d'altres catedrals com la de Lleó.

### Retaule major

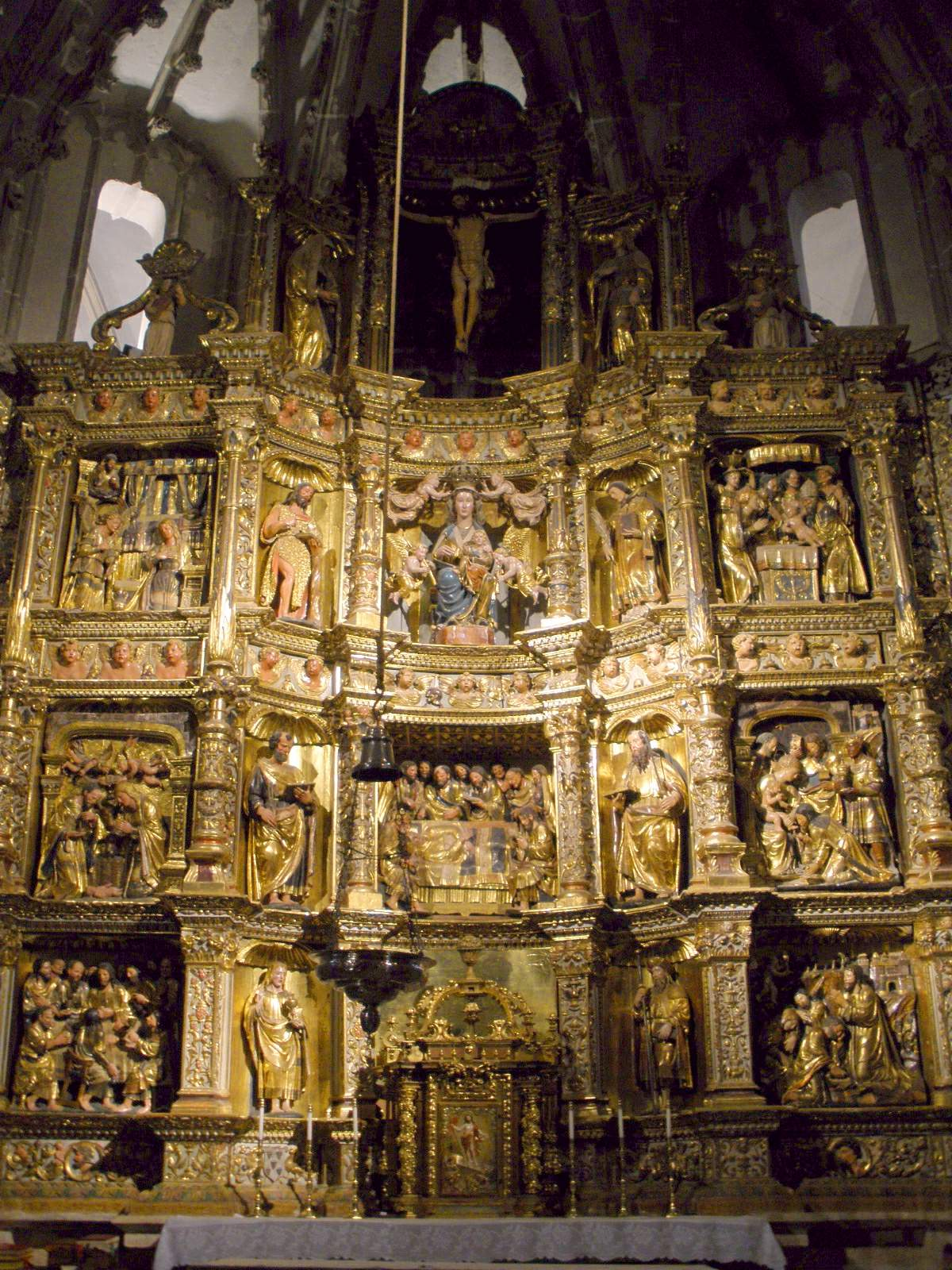
Retaule renaixentista de la Capella del Sagrari

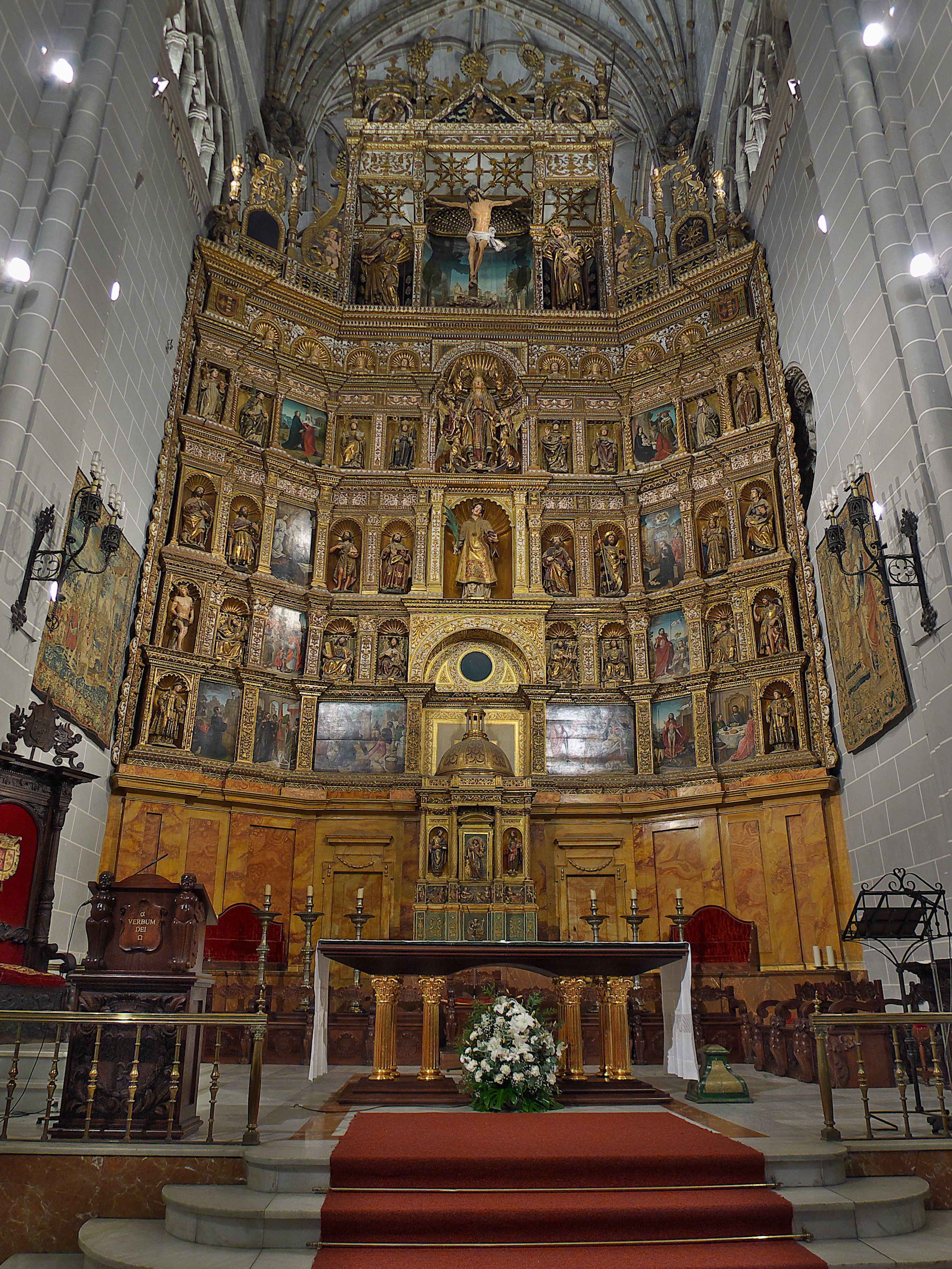
Retaule major de la catedral

És l'exemplar més primerenc entre els retaules renaixentistes d'Espanya, fet a imitació del desaparegut que va haver-hi al Col·legi de Santa Cruz de Valladolid; circumstància que, unida a la nòmina d'excel·lents artistes que van treballar hi, el converteixen en una peça excepcional. Va ser encarregat pel bisbe Diego de Deza per col·locar-ho a la primitiva capella major. Va encarregar l'obra a l'assemblador Pedro de Guadalupe, entre 1504 i 1506. Hi treballaren Felipe Bigarny a la part escultòrica i Juan de Flandes pintant les escenes de la vida de Jesús. Mai va arribar a muntar-se en aquella capella, sinó que es va portar a la capella major nova, l'actual, quan el 1519 el nou bisbe Juan Rodríguez de Fonseca va decidir el seu trasllat.
Es van fer llavors diferents modificacions perquè la seva col·locació estigués d'acord amb les dimensions de l'espai. Algunes de les pintures i relleus es van rebutjar al no encaixar adequadament en la nova estructura, venent-se algunes, com la pintura de la Crucifixió, de Juan de Flandes, que s'exhibeix avui al Museu del Prado.
Destaquen fortament en el conjunt les taules de Juan de Flandes, que van ser les seves últimes obres, i el Calvari, obra de Juan de Valmaseda de la rematada; a més d'una Magdalena deguda a Alejo de Vahía i el San Antolí que presideix el retaule, obra juvenil de Gregorio Fernández. Repartides per la catedral es conserven altres peces que, encarregades per a aquest retaule, no es van col·locar finalment com estava previst.

## Museu catedralici

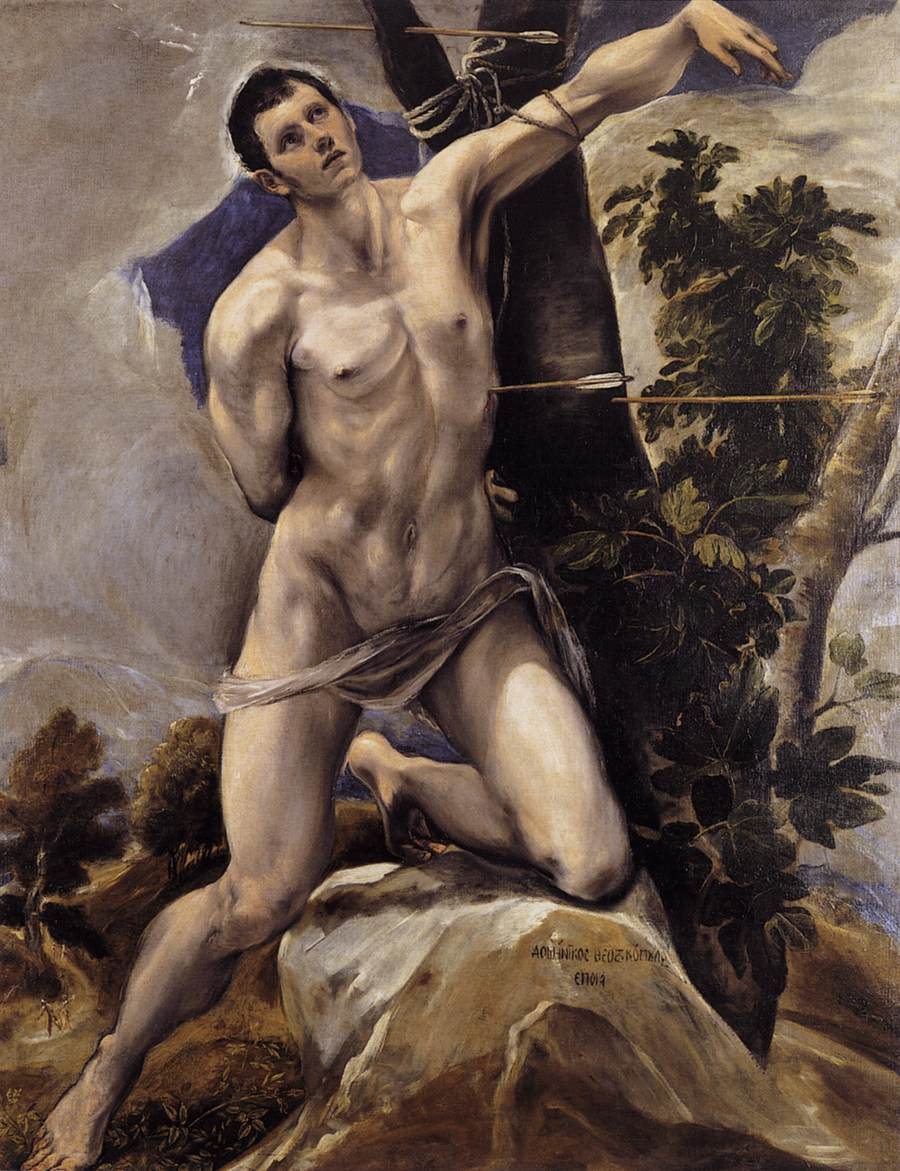
El martiri de sant Sebastià, obra del Greco

A diferència d'altres diòcesis, que solen unir el museu de la catedral al diocesà, en el cas de Palència el Museu Diocesà es troba instal·lat a un altre espai, l'antic Palau del Bisbe, de manera que aquí es conserven solament obres procedents de la pròpia catedral. Els seus espais es reparteixen entre el claustre, la Sala capitular i altres dependències. Entre les nombroses peces que es conserven, les més senyeres són:
- Una píxide esmaltada, romànica, del segle xiii.
- Relleu del Descendimiento, obra de Felipe Bigarny, que ho va esculpir per al retaule major, encara que mai va ser col·locat.
- Díptic del Calvari i la Pietat, excel·lent pintura de Pedro Berruguete.
- Escultura de Santa Ana Triple, obra mestra d'Alejo de Vahía, de cap a 1510.
- Calze renaixentista, segle xvi, en plata amb esmalts, obra d'orfebres germànics.
- Els desposorios de santa Catalina, gran quadre d'altar obra de Mateo Cerezo, segle xvii, molt similar a un conservat en el Museu del Prat del mateix tema i autor.
- Relicari de sant Antolí, en plata, amb la imatge del sant, obra del segle xviii.
- Custòdia processional en plata, renaixentista, obra de Juan de Benavente, 1585.
- El Martiri de sant Sebastià, obra signada pel Greco, una de les seves pintures més destacades, i sens dubte l'obra mestra de quantes guarda la catedral.[13]

## Galeria

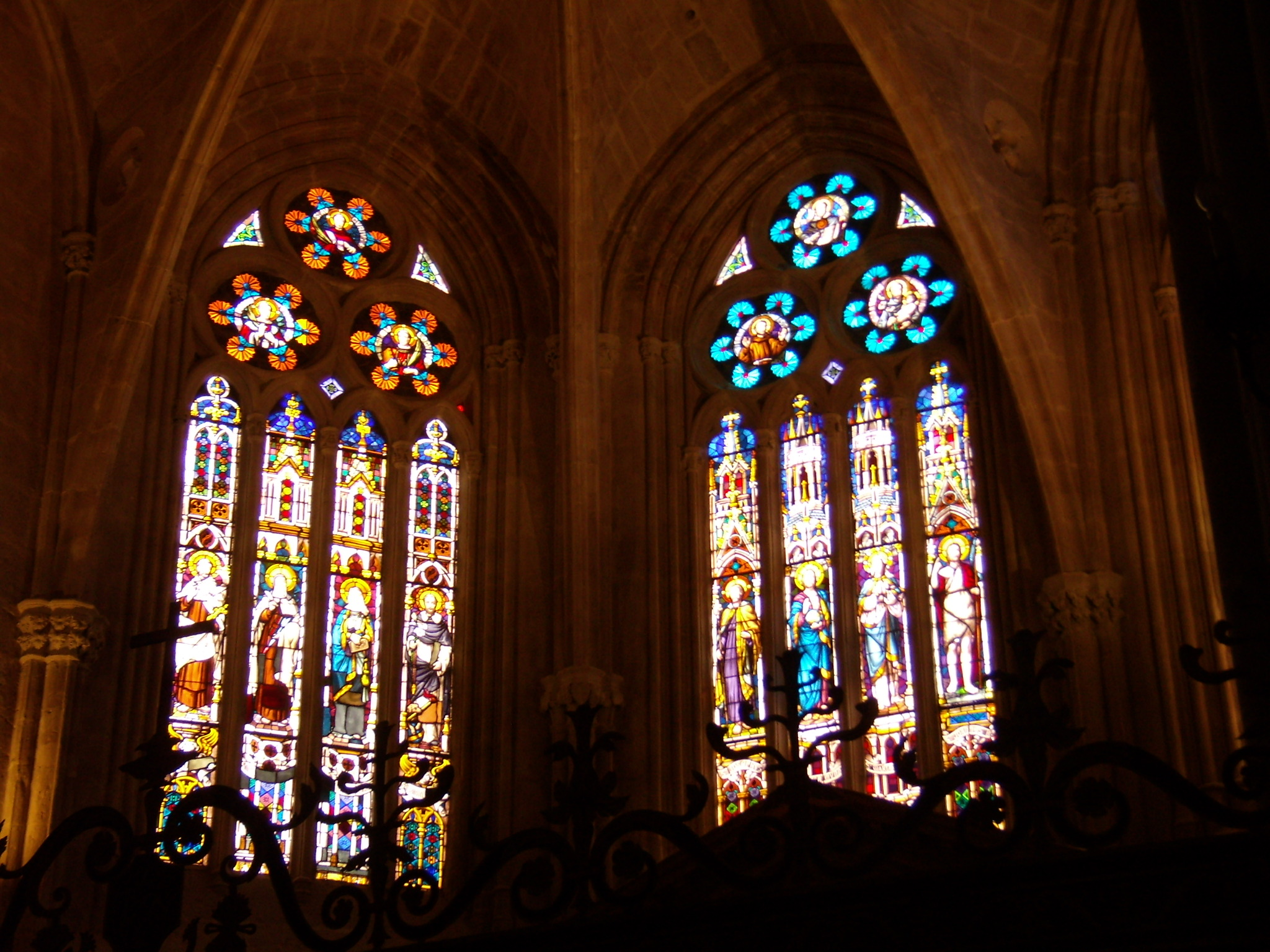
Vidrieres de la capella de sant Miquel
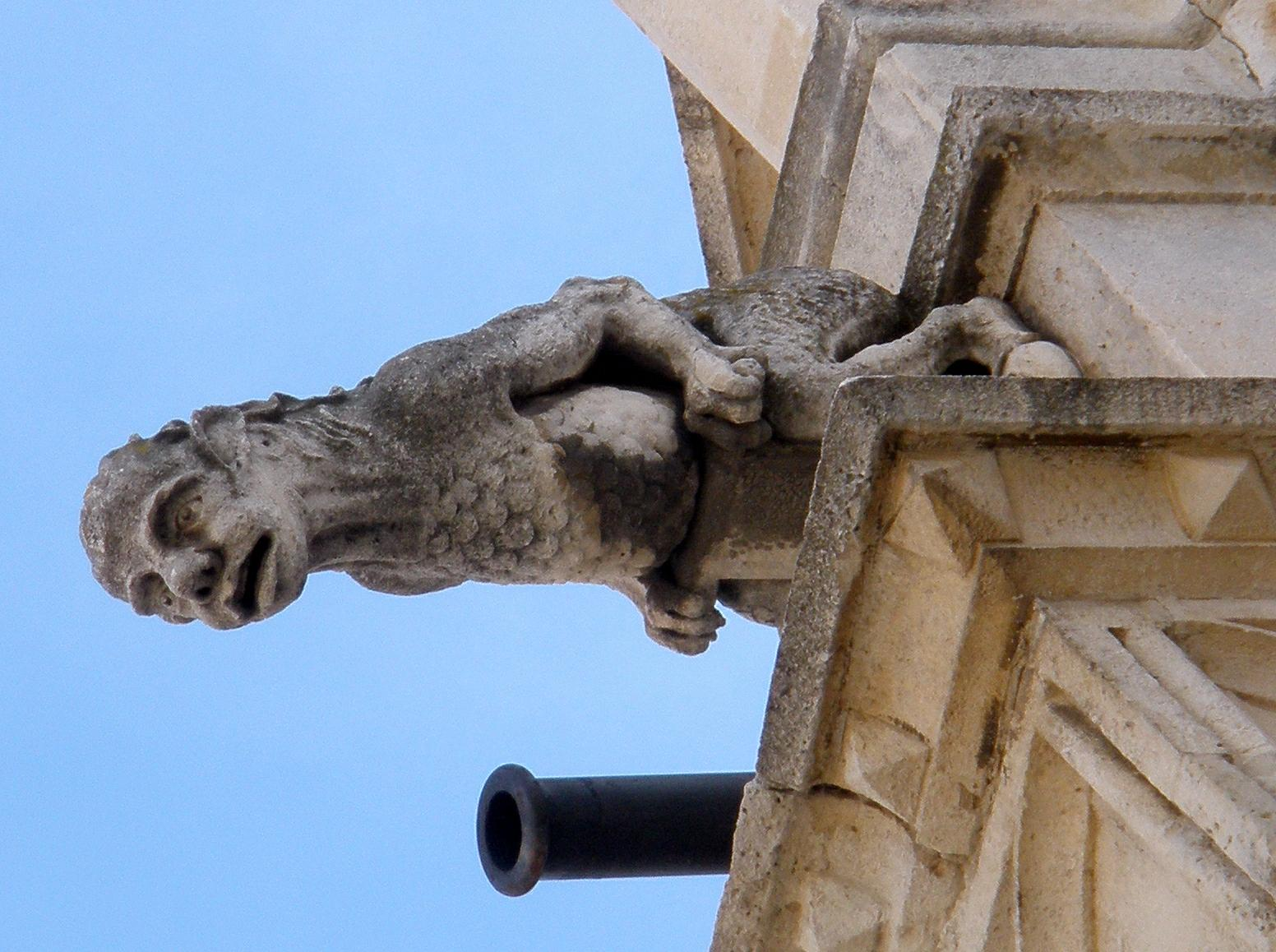
Gàrgola
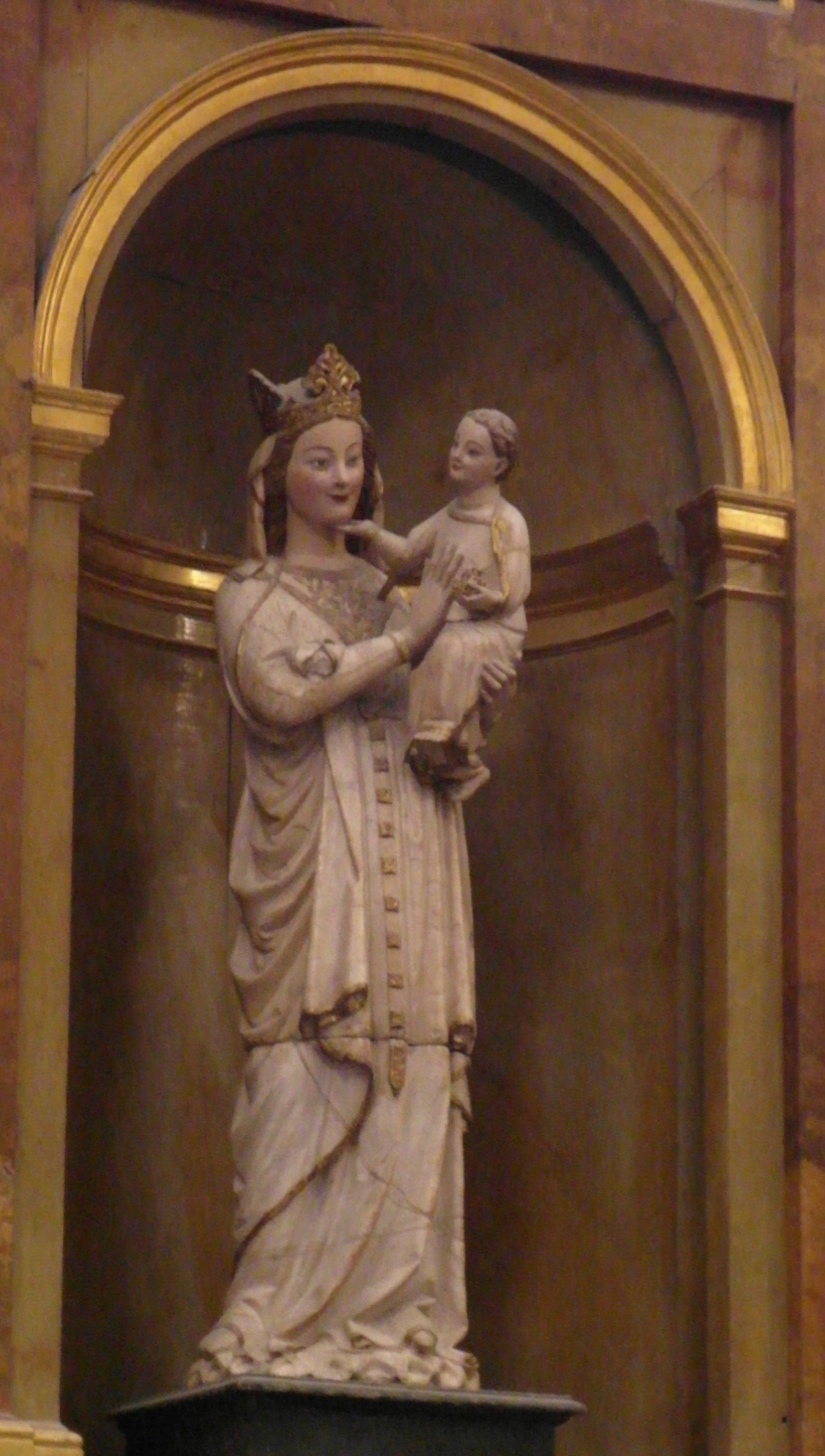
La Verge Blanca, escultura gòtica del segle XIV
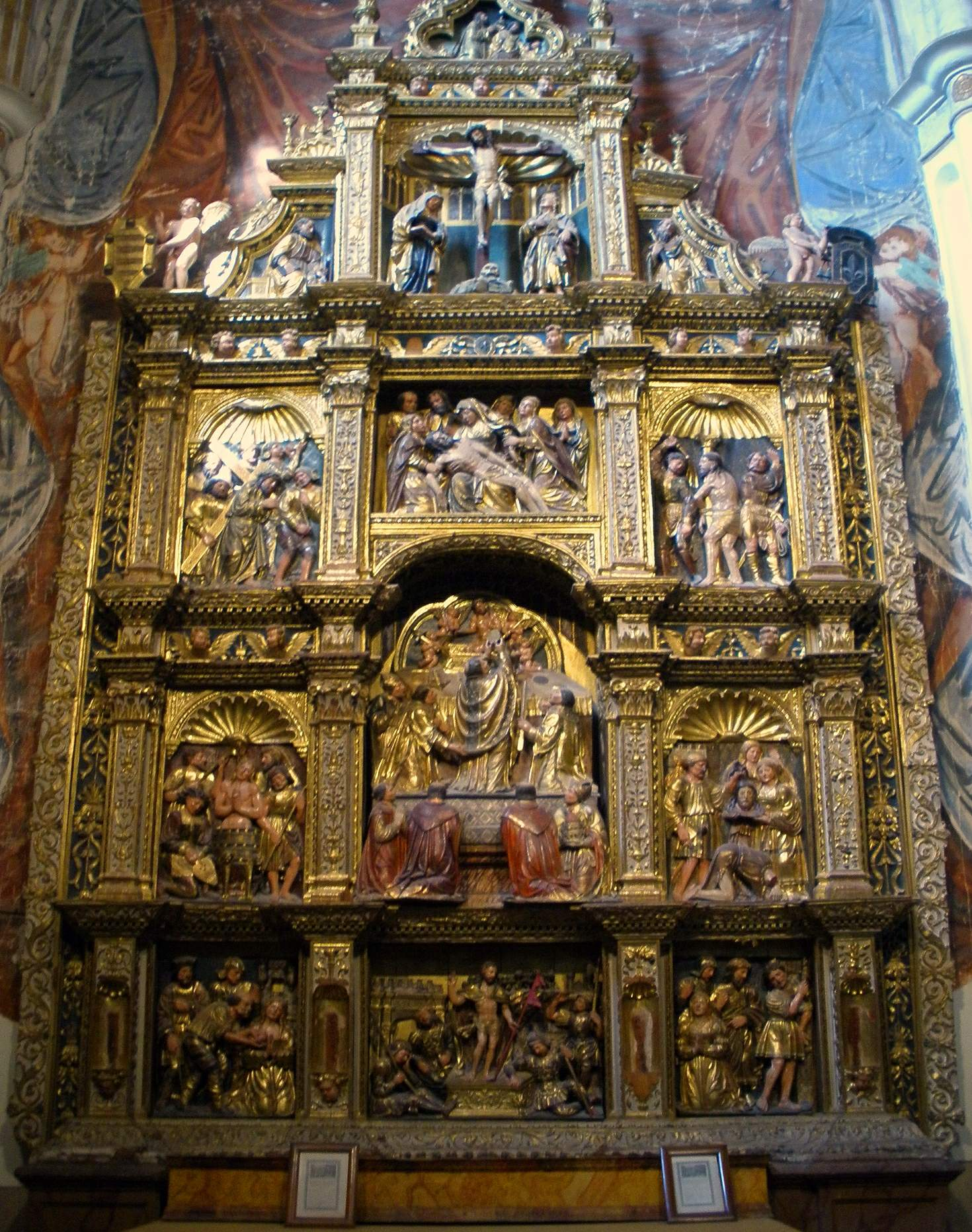
Retaule plateresc de la Capella de Sant Gregori
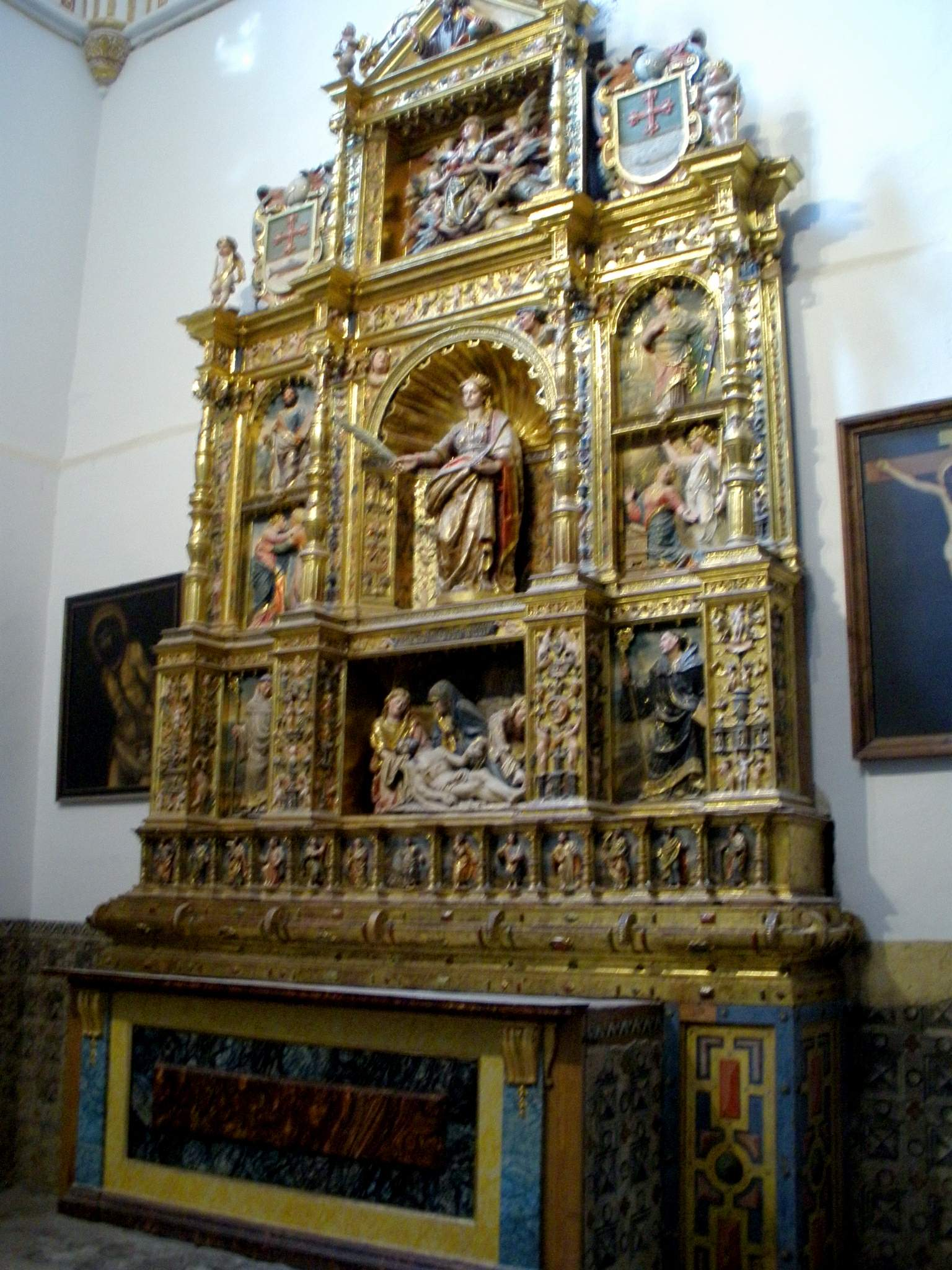
Retaule plateresc de la Capella de Santa Llúcia
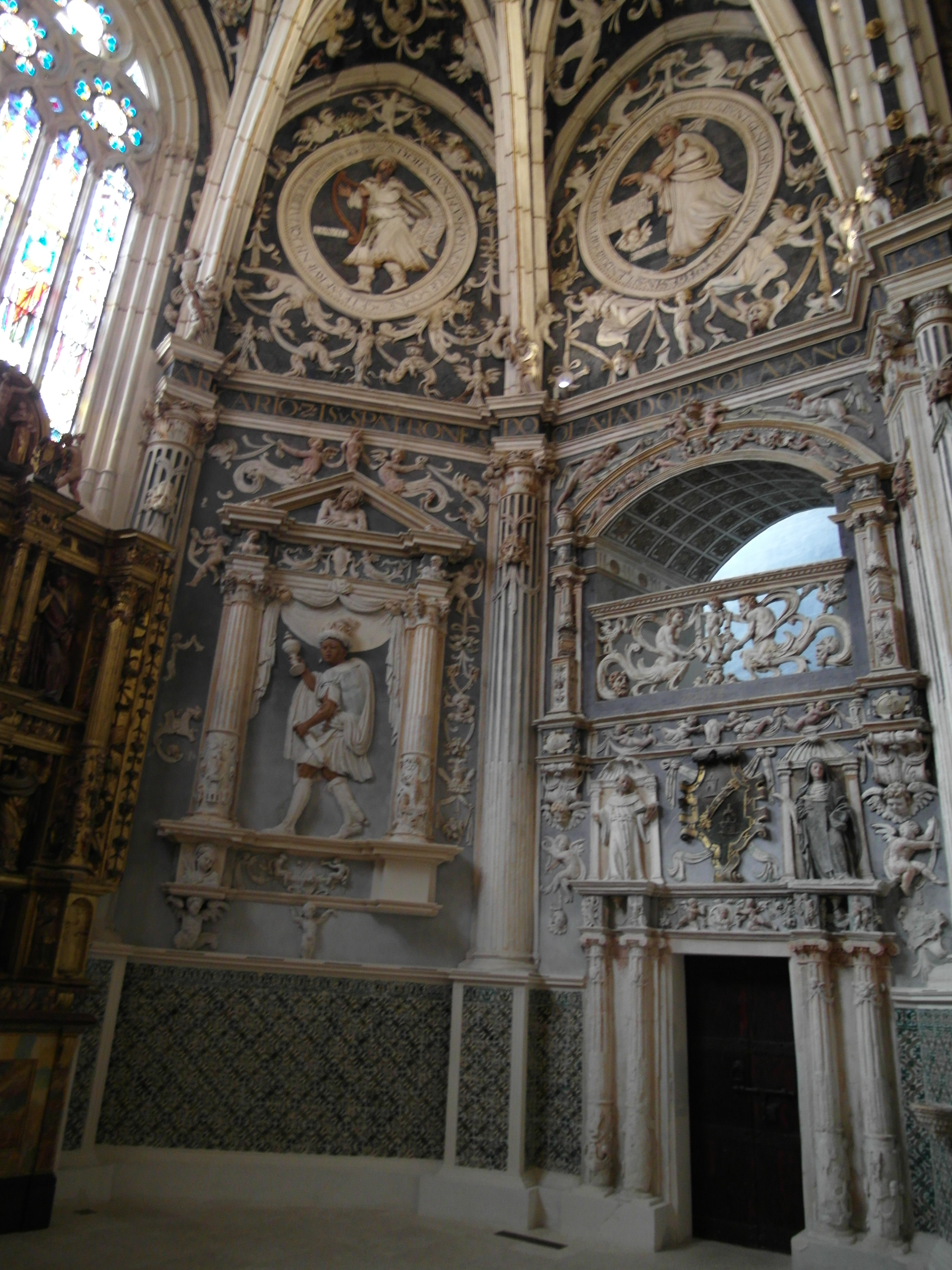
Decoració de guixeries de la capella dels Reis, obra dels germans Corral de Villalpando
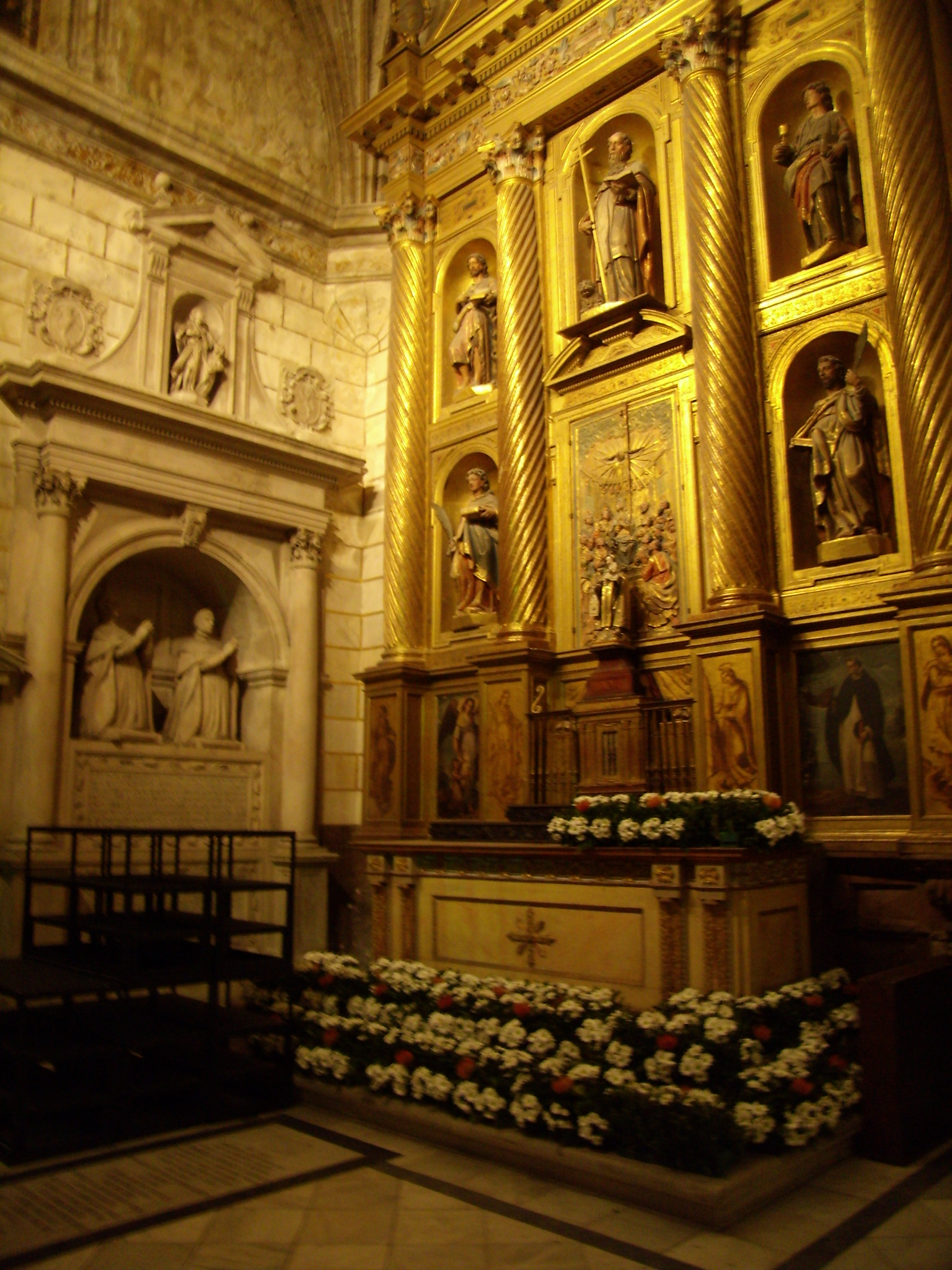
Vista de l'interior de la capella de sant Jerònim
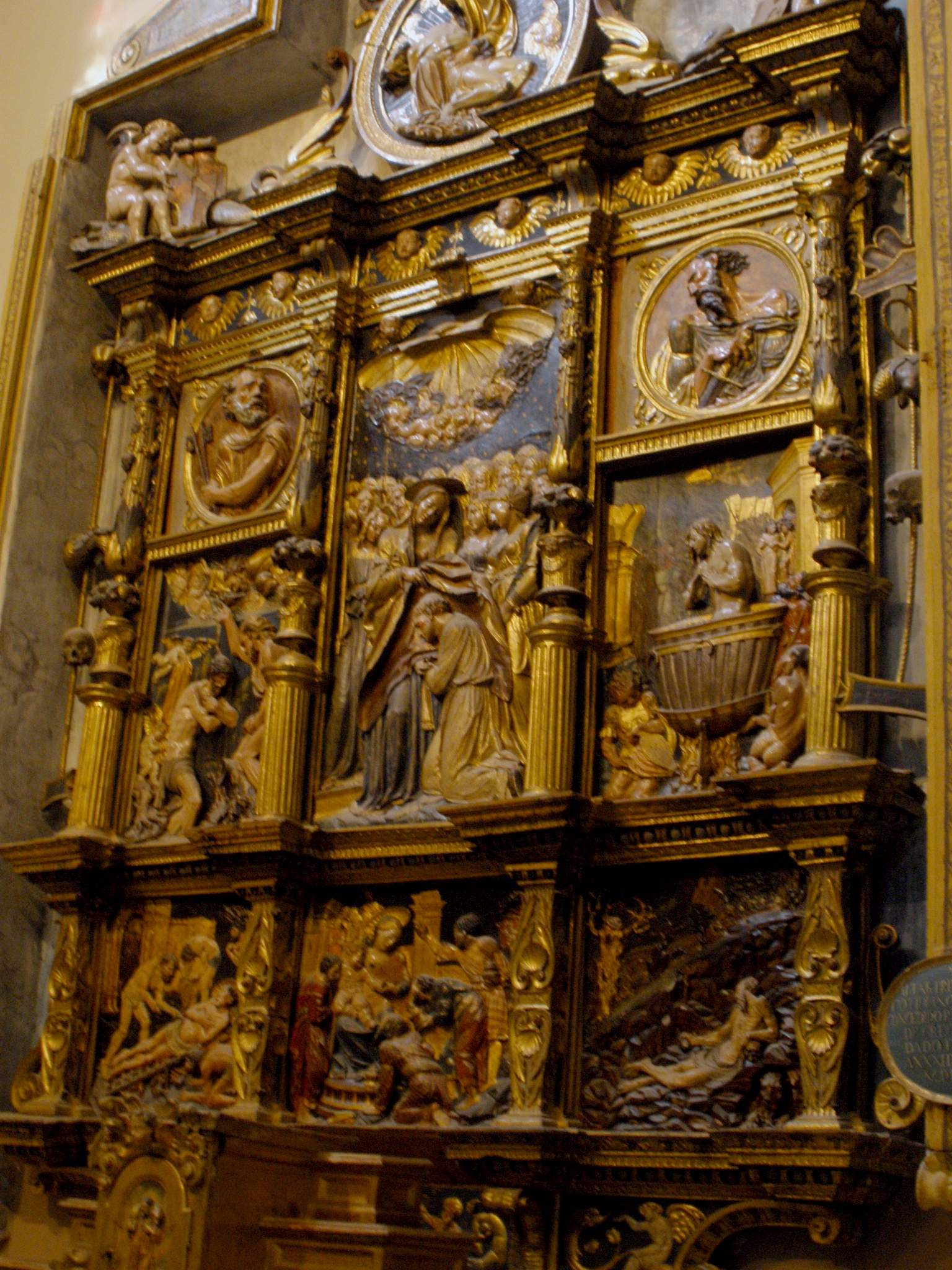
Retaule plateresc de la Capella de Sant Ildefons
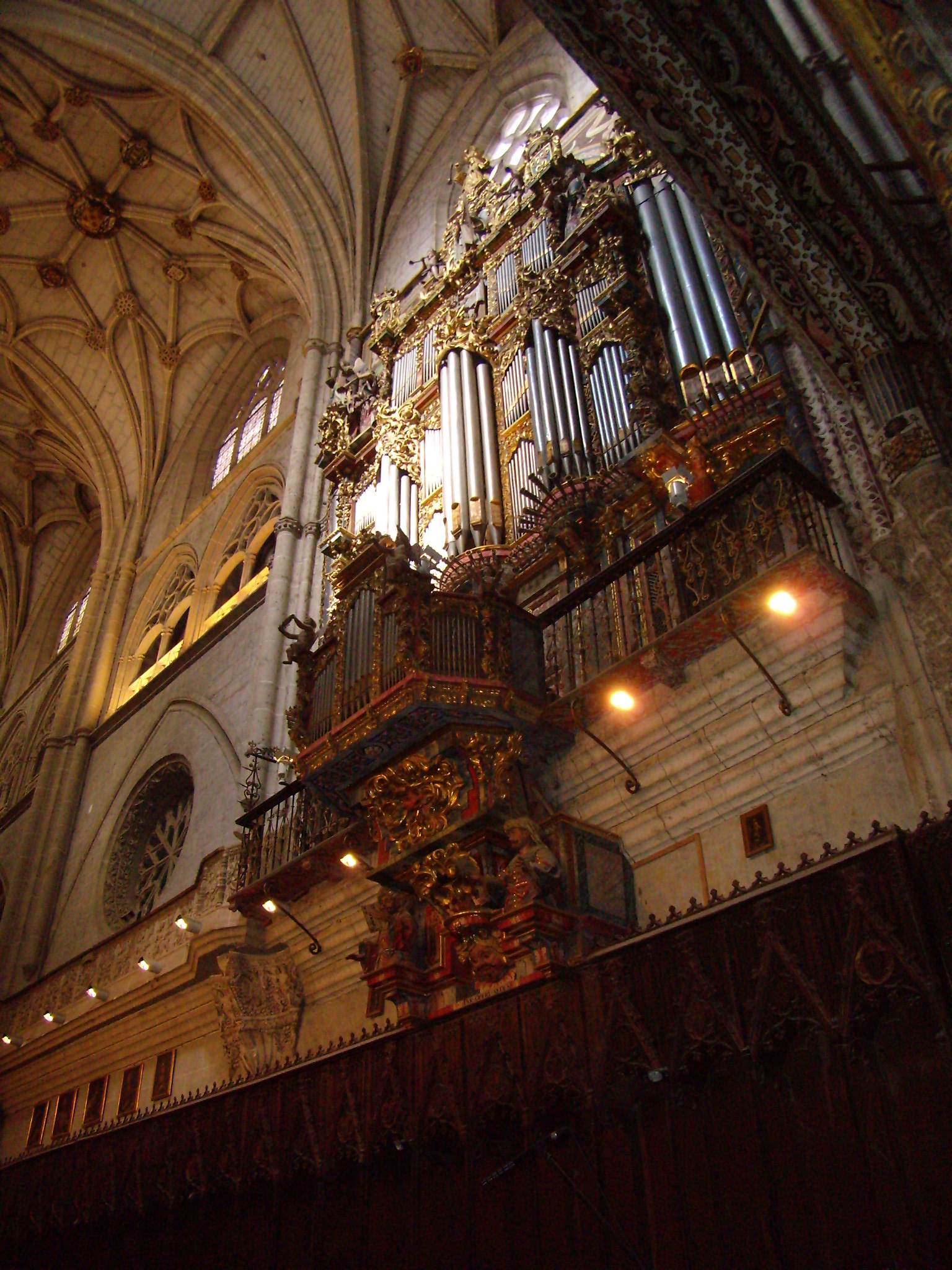
Orgue catedralici
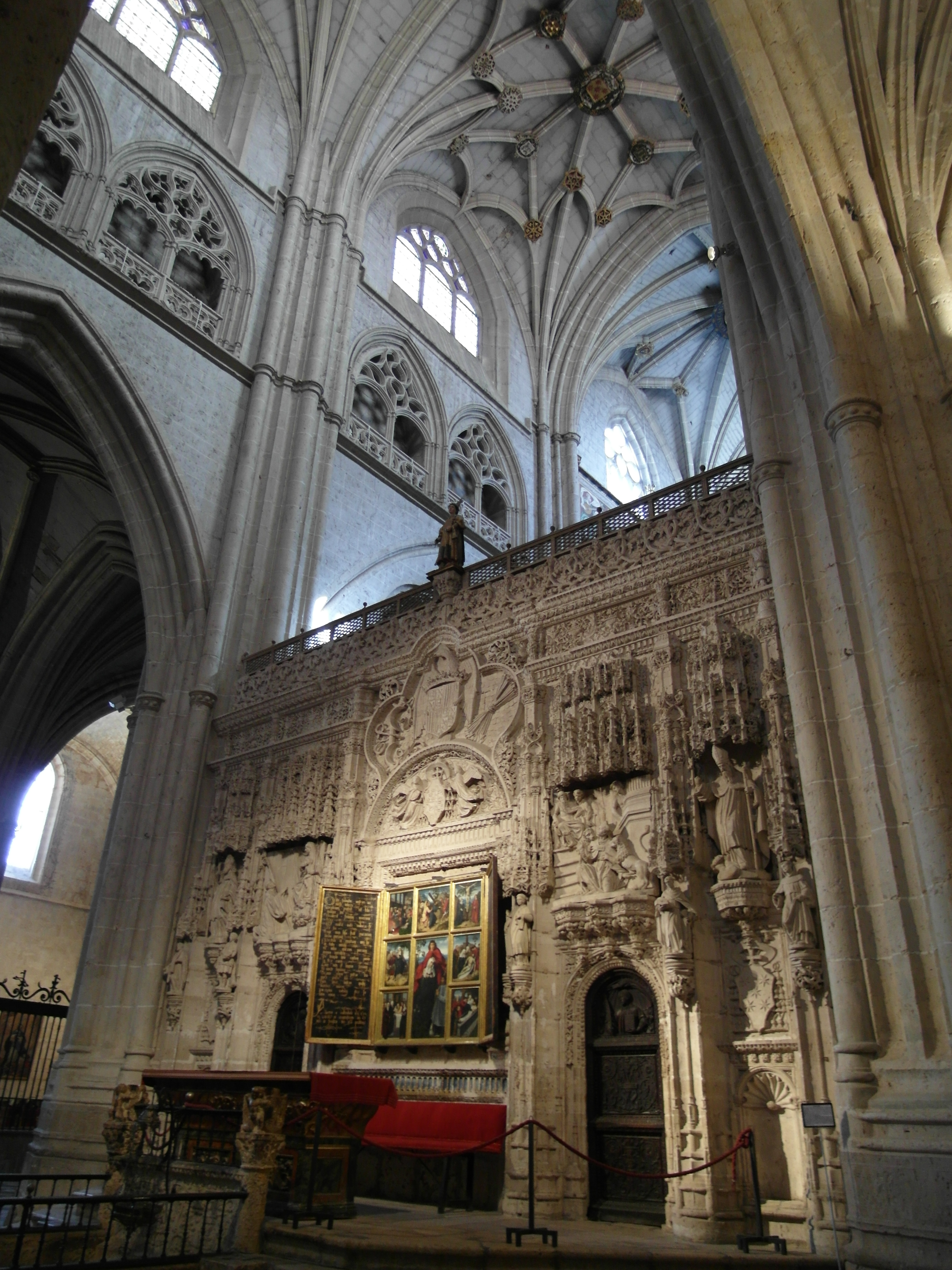
Vista general del rerecor
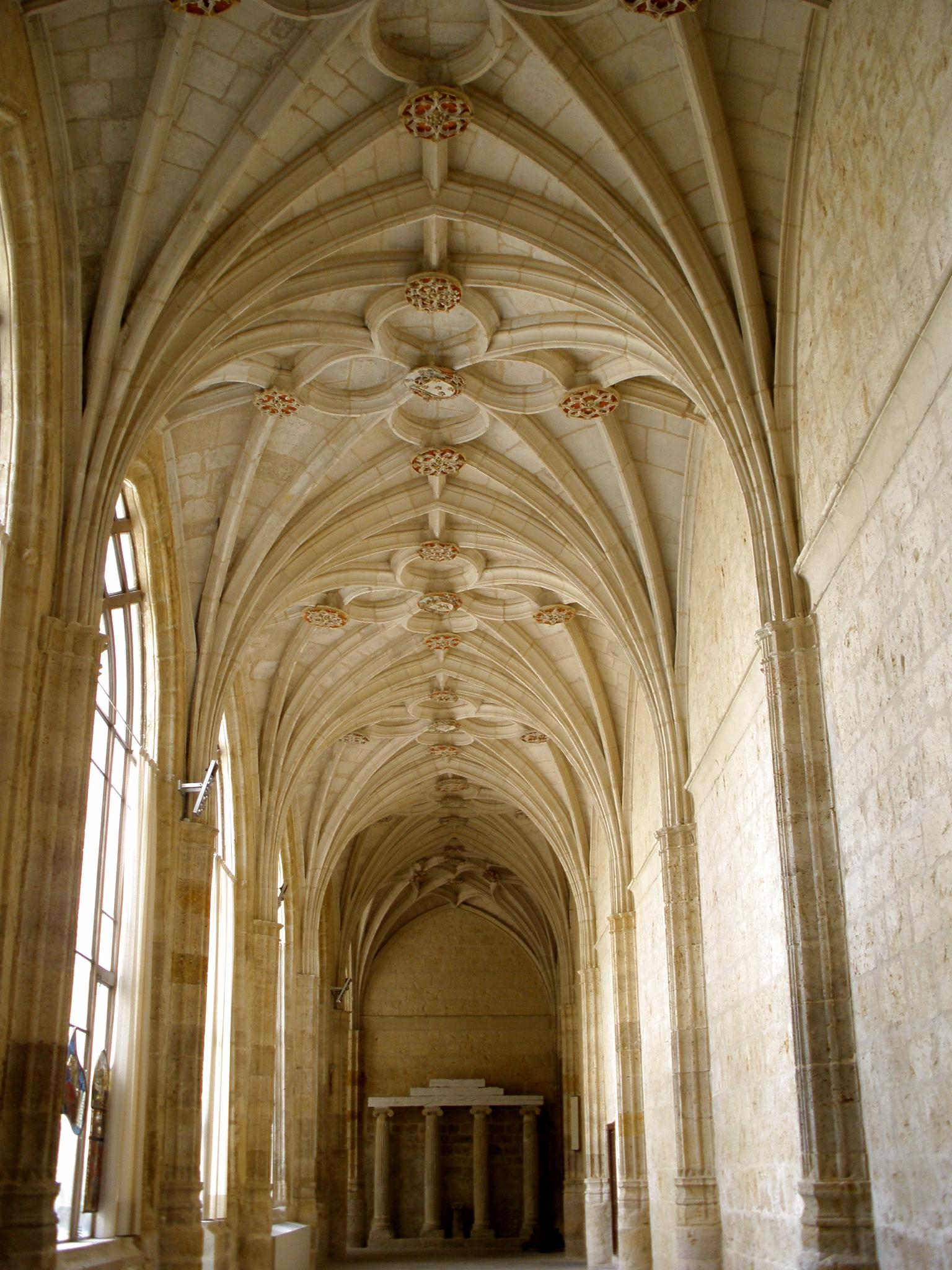
Aspecte de la galeria nord del claustre